# Bonsai
Bonsai (盆栽; 'plant in pot') is de traditionele Japanse kunstvorm die gericht is op het kweken van miniatuurbomen in potten. Een houtige plant wordt tijdens de groei zodanig gemanipuleerd dat het een miniatuurboom blijft die in eenvoudige lijnen de wezenlijke kenmerken vertoont van een volgroeid natuurlijk exemplaar. De meer dan duizend jaar oude bonsaitraditie is gestoeld op de Chinese kunstvorm 'penzai'. De karakters waarmee het Chinese woord 'penzai' wordt geschreven, worden in het Japans uitgesproken als 'bonsai'.
Een bonsai kweken begint met een scheut, zaailing of stek van een boom of struik. De keuze van de soort is onder andere afhankelijk van de stijl die de kweker wil volgen. Door snoeien, enten, het gebruik van metaaldraad en andere technieken brengt hij de boom in vorm. Wanneer de plant zijn beoogde grootte heeft bereikt en voldoet aan de esthetische vereisten, wordt hij overgeplant in een sierpot en in een opstelling geplaatst.
De term bonsai wordt vaak gebruikt als parapluterm voor alle miniatuurpotbomen in oosterse stijl. De bonsaitraditie kent echter een specifieke schoonheidsleer, die zich heeft ontwikkeld onder invloed van het zen-boeddhisme. Hierdoor heeft een bonsai doorgaans een soberder uiterlijk dan bijvoorbeeld een penjing. Ook heeft bonsai een eigen canon van stijlen, die deels is gebaseerd op de natuurlijke groeivormen van bomen. Traditioneel gebruikt men in Japan alleen winterharde plantensoorten, die buiten worden tentoongesteld.

## Geschiedenis

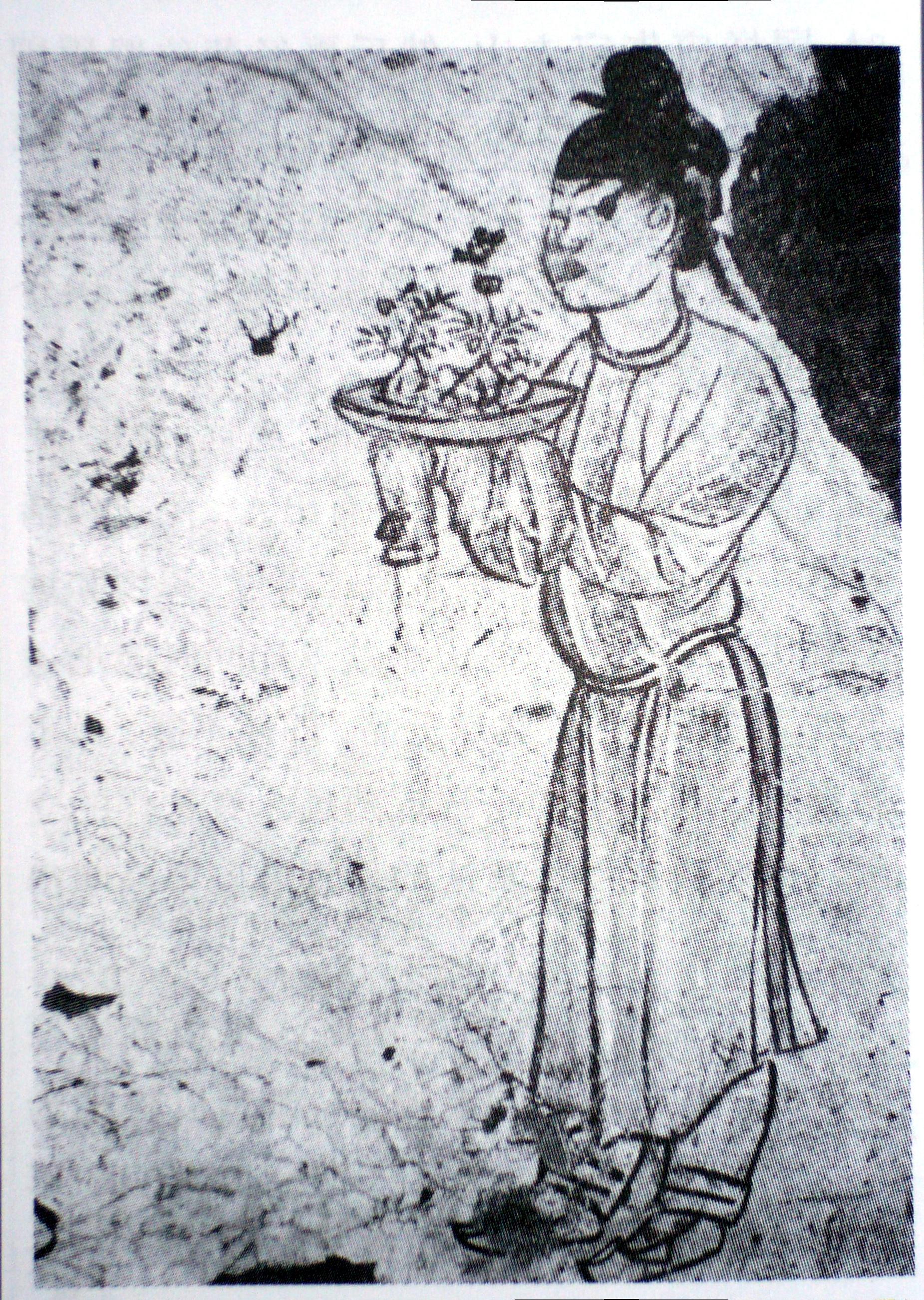
Chinese muurschildering uit 706 met een afbeelding van een penjing

Zoals veel elementen in de Japanse cultuur heeft de traditie van bonsai een Chinese oorsprong. In de 1e eeuw n.Chr. gebruikten Chinese taoïsten miniatuurtuintjes bij contemplatie en meditatie. Beschrijvingen uit de periode van de Tang-dynastie (618–907) noemen dergelijke kleine landschapstukken punsai en maakten voor het eerst melding van het gebruik van dwergbomen. Later kwam deze kunstvorm bekend te staan als penzai (盆栽; 'plant in bak') of penjing (盆景; 'landschap in bak'). Een traditionele penjing kan gaan van een sierlijke pot met een enkele, door manipulatie klein gehouden boom, tot een complex landschap van planten, water en stenen op een groot blad.

### Penjing in Japan (6e–13e eeuw)
Mogelijk kwam Japan in de 6e eeuw voor het eerst in aanraking met penjing. Japanse diplomaten en boeddhistische studenten die in deze periode China bezochten, brachten penjing-bomen en andere kunstvoorwerpen mee terug. Tussen 592 en 628 schonken Chinese diplomaten een aantal penjing-bomen en gongshi-stenen aan de Japanse keizerin Suiko. Deze voorwerpen werden bewonderd door het keizerlijk hof.
Vanaf 645 zorgden de Taika-hervormingen voor een grotere Chinese invloed in Japan. Ook de interesse voor miniatuurlandschappen groeide. Er zijn geen penjing-stukken uit deze periode overgebleven, maar documenten, schilderingen en artefacten wijzen op een grote waardering voor deze kunstvorm. Een voorbeeld is een miniatuurlandschap uit de Tenpyō-periode (729–749). Het bestaat uit een ondiep houten blad met daarop uit hout gesneden bergen, een rivierbank van zand en zilveren boompjes. De vertelling Utsubo Monogatari ('De Vertelling van de Holle Boom') uit omstreeks 970 weerspiegelt het Japanse idee dat de natuurlijke schoonheid van een boom pas goed tot haar recht komt door manipulatie:

Een boom die in zijn natuurlijke staat groeit is een grof ding. Alleen wanneer het dicht bij mensen wordt gehouden die het met liefdevolle zorg omringen, kunnen zijn vorm en stijl zich verder ontwikkelen.
— Utsubo Monogatari

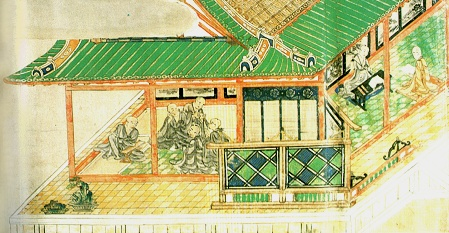
Afbeelding van een miniatuurboom in aardewerken pot (linksonder) op de handrol Saigyo Monogatari Emaki

Aanvankelijk werden alle penjingstukken vanuit China geïmporteerd. Ze waren voorbehouden aan de rijkere families, zoals blijkt uit de handrol Saigyo Monogatari Emaki uit 1195. Deze behandelt het leven van de rijke dichtermonnik Saigyo (1118–1190) en bevat de oudst bekende Japanse afbeelding van een penjing. Een andere welgestelde monnik was Ippen (1239–1289). De handrolserie Ippen Shonin Eden uit 1299 bevat een verslag van Ippens leven. Een van de rollen is geïllustreerd met twee kleine bomen die elk in een pot staan.

### Eerste Japanse uitvoeringen (13e–15e eeuw)
Rond de 11e eeuw verbreidde het chán-boeddhisme zich in Japan, waar het bekend kwam te staan als zen. Ambtenaren werden door Chinese chán-monniken in kloosters onderwezen en leerden van hen de principes van penjing. Met die kennis gingen zij hun eigen miniatuurbomen kweken. Omstreeks de 13e eeuw begon de Japanse miniatuurlandschapskunst zich onafhankelijk van het Chinese penjing te ontwikkelen, waarbij het onder invloed van de Japanse wereldbeschouwing en schoonheidsleer een eigen identiteit kreeg.
De priester en dichter Kokan Shiren (1278–1346) schreef rond 1300 het essay Bonseki no Fu ('Hulde aan Bonseki'), waarin hij esthetische standaarden voor dwergbomen, landschapsarchitectuur en bonseki vastlegde. Desondanks bleef de uitvoering van Japanse potbomen sterk variëren. Zo vervaardigde men tot het midden van de 15e eeuw nog miniatuurlandschappen in de Chinese traditie van shuihan penjing (水旱盆景; 'overstroming en droogte'). Allerlei attributen gaven hierbij een indicatie van de schaal en het thema van het werk, zoals figuurtjes die mensen en dieren afbeeldden.
Het zen-boeddhisme ontwikkelde zich tot een stroming die schoonheid en deugd zocht in strenge soberheid. Dit had zijn weerslag op de Japanse miniatuurlandschappen. De boom kwam centraal te staan en de bij penjing gebruikelijke accessoires werden weggelaten. Ook koos men doorgaans voor een eenvoudige pot. De handrol Boki Ekotoba uit 1351 bevat de vroegst bekende afbeelding van afzonderlijke dwergbomen van Japanse makelij. Elke boom staat in een diepe pot, zonder stenen of andere attributen.

### Hachi no ki (14e–18e eeuw)

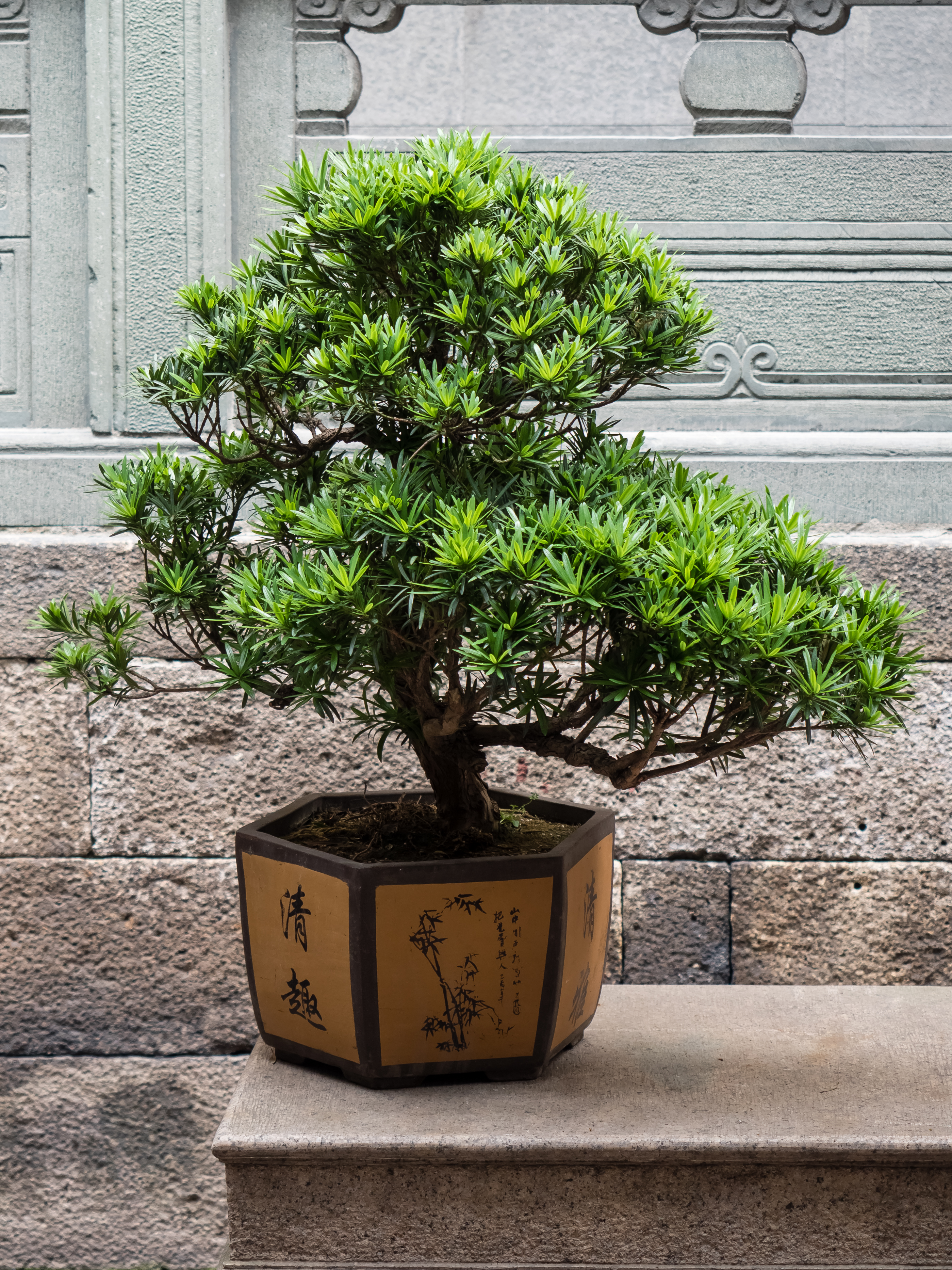
Dit Chinese penjing-exemplaar in een diepe pot weerspiegelt de stijl van de hachi-no-ki in de 14e eeuw.

Vanaf de 14e eeuw werden miniatuurpotbomen in Japan hachi no ki (鉢の木) genoemd, Japans voor 'bomen in een kom'. De term hachi (鉢) heeft betrekking op een komvormige pot, niet op de ondiepe bak die later ingeburgerd raakte.
Hachi no ki is ook de titel van een bekend no-spel van Zeami Motokiyo (1363–1444). Het verhaalt van Tsuneyo, een verarmde samoerai, die 's winters wordt bezocht door de ambtenaar Tokyori, vermomd als reizende monnik. Om de bezoeker te warmen verbrandt de samoerai zijn laatste drie miniatuurbomen; een pruimenboom, een kerselaar en een den. Later ontvangt hij als beloning voor deze daad drie landgoederen. Elk landgoed werd vernoemd naar een van de drie verbrande bomen. Het verhaal is in de loop van enkele eeuwen regelmatig afgebeeld in houtsnedes, waardoor de term hachi no ki gemeengoed werd.
Gedurende de 17e eeuw speelden miniatuurpotbomen almaar vaker een rol in proza en gedichten. Zo werd er verhaald over de tuinier van een samoerai, die trots was op een miniatuurboom die hij had gekweekt. Toen de samoerai de boom beledigde, pleegde de tuinier zelfmoord. In een andere vertelling staat shogun Tokugawa Iemitsu (1604–1651) centraal. Hij stond bekend als een liefhebber van miniatuurpotbomen. Zijn raadsman Okubo Hikozemon vond dat Iemitsu te veel tijd besteedde aan zijn hobby, en dat dit ten koste ging van staatszaken. Om Iemitsu te ontmoedigen, gooide Hikozemon een van zijn favoriete bomen weg. Tevergeefs, de shogun gaf zijn liefhebberij niet op. Naar verluidt verzorgde hij Sandai-Shogun-No Matsu, een Japanse witte den (Pinus parviflora) die in ieder geval reeds in 1610 als miniatuurboom werd gekweekt. Voor zover bekend is het de oudste nog levende bonsaiboom.
Tot het einde van de 18e eeuw importeerden Japanners de meeste potten voor miniatuurbomen uit China. Potten die tussen 1465 en circa 1800 waren vervaardigd werden kowatari (古渡; 'oude kruising') genoemd. Chinezen gebruikten deze diepe potten voor penjing. Veel potten kwamen uit Yixing, in de provincie Jiangsu. Ze waren ongeglazuurd en meestal paarsbruin gekleurd. Ook werden potten geïmporteerd die waren gemaakt in Guangzhou (Kanton), met name die uit de periode van de Ming-dynastie (1368–1644).
Aan het eind van de 18e eeuw was het traditioneel kweken van miniatuurbomen in vrijwel heel Japan bekend. Ook het grotere publiek begon zich voor de kunstvorm te interesseren. Zo was er gedurende het Tenmei-tijdperk (1781–1788) elk jaar een tentoonstelling in Kioto. Kenners uit vijf provincies toonden er hun miniatuurdennen, die door de bezoekers beoordeeld werden.

### Begin klassieke periode (1800–1867)

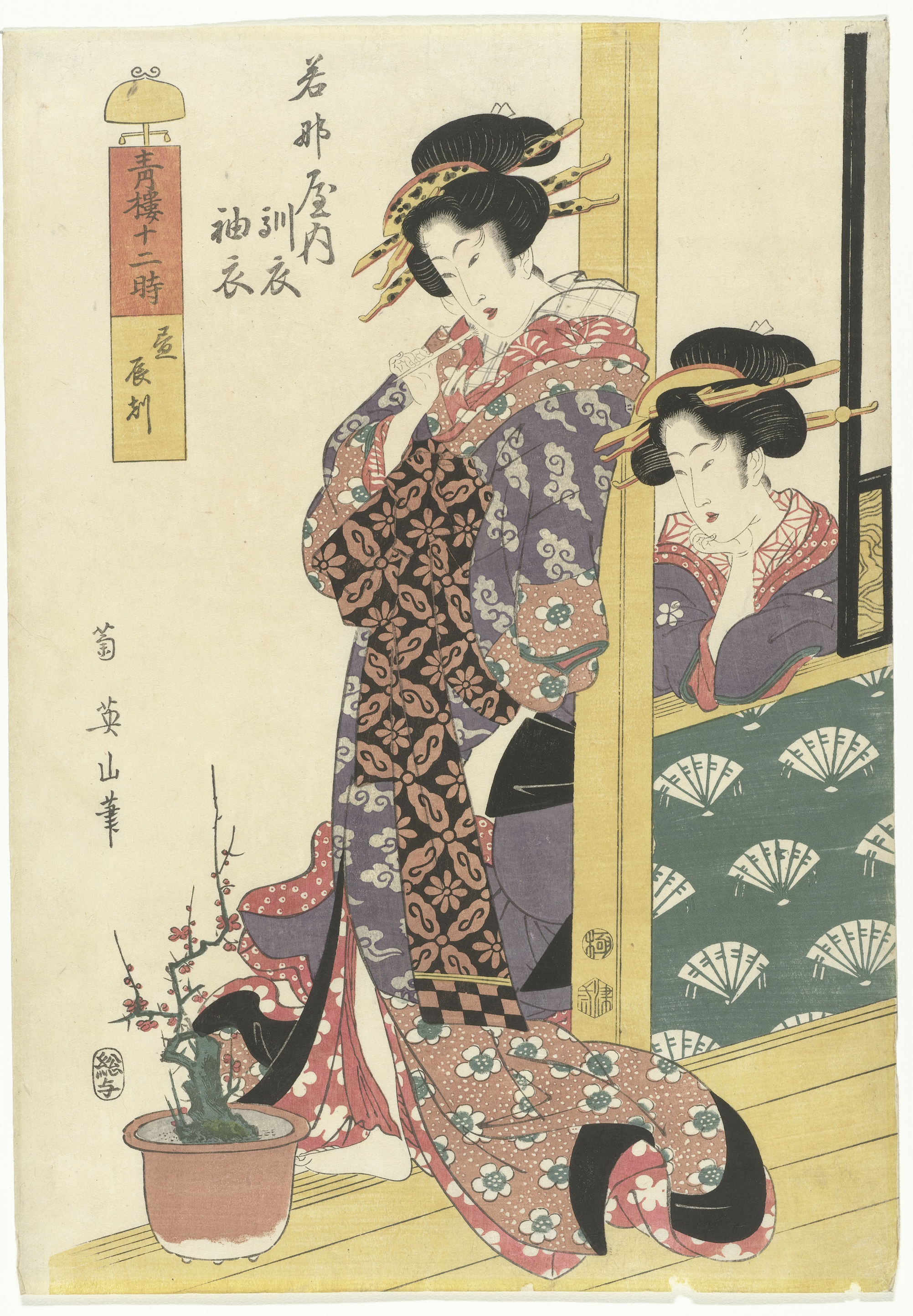
Courtisanes kijkend naar een bonsai. Kikugawa Eizan (begin 19e eeuw)

Vroeg in de 19e eeuw had een groep Japanse geleerden in Chinese kunst grote invloed op de verdere ontwikkeling van hachi no ki. Zij kwamen regelmatig bij elkaar in Itami, waar zij discussieerden over recente ontwikkelingen in de cultivatie van miniatuurpotbomen. De geleerden namen veel termen en ideeën over uit Kai-shi-en Gaden, de Japanse vertaling van het Handboek van de Mosterdzaadtuin (芥子園畫傳). Zo werd ook de term 'bonsai' geïntroduceerd, de Japanse uitspraak van de Chinese term 'penzai'. Vanaf het eind van de eeuw werd deze term algemeen gebruikt voor Japanse miniatuurpotbomen.
Een van de eerste plaatsen waar kwekers op grote schaal bonsais produceerden was Asakusa. In 1829 begon een kweker in deze Tokiose wijk met het cultiveren van bomen in de takotsuki-stijl, oftewel de octopusstijl. Deze bonsais met een korte dikke stam en een hoge kroon van lange, golvende takken waren lange tijd populair in Japan. Binnen twintig jaar gingen diverse kwekerijen in het gebied zich toeleggen op de handel in bonsais.
1829 was ook het jaar waarin het boek Sōmoku Kin'yō-shū (草木錦葉集) werd gepubliceerd; 'Een Kleurrijke Collectie van Bomen en Planten'. Het was het eerste werk dat de klassieke bonsai behandelde en het beschreef in detail en met illustraties hoe een den als bonsai kan worden gekweekt. Vier jaar later verscheen het geïllustreerde, driedelige werk Kinsei jufu betsuroku: 'Album van Langlevende Planten'. Het behandelde niet alleen de cultivering van bonsaibomen, maar ook de benodigde gereedschappen en een verscheidenheid aan potten.

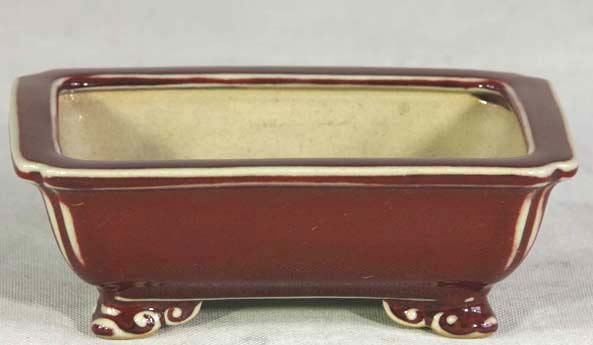
In de tweede helft van de 19e eeuw kwam het nakawatari-model in de mode.

Gedurende de tweede helft van de 19e eeuw raakten Chinese potten in de mode die in Japan nakawatari of chūwatari werden genoemd, wat allebei 'middelste kruising' betekent. In China gebruikte men deze potten voor huisaltaren. Ze waren ondiep, rechthoekig of ovaal, hadden bewerkte poten en een geperforeerde bodem; ideaal voor het cultiveren en tentoonstellen van miniatuurbomen. Om aan de groeiende vraag van Japanse bonsaikwekers te voldoen, gingen veel pottenbakkerijen in Yixing over op massaproductie van de nakawatari-potten. Gelijksoortige modellen worden tegenwoordig nog veelvuldig toegepast.

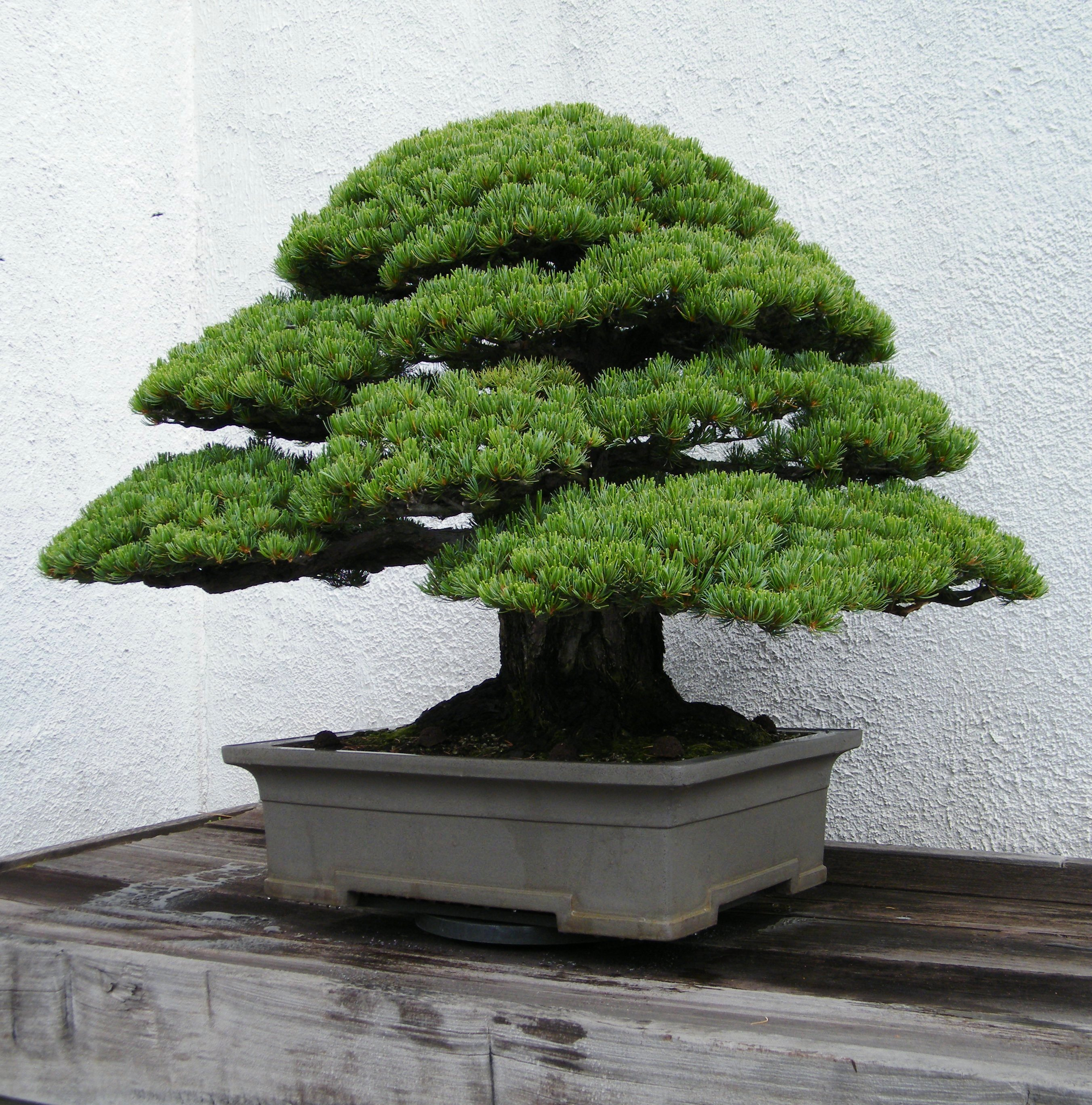
Deze Japanse witte den (Pinus parviflora) in de chokkan-stijl is sinds 1855 als bonsai gecultiveerd.

Het kweken van bonsais ontwikkelde zich van een snobistische liefhebberij voor shoguns en samoerai tot een hobby voor een breed publiek. Toen onder de regering van keizer Komei de Japanse grenzen opengingen, maakte het Westen kennis met de bonsai. Japan nam deel aan tentoonstellingen in de Verenigde Staten en Europa, waaronder de wereldtentoonstellingen van 1862 in Londen en 1867 in Parijs. Veel bonsais bleven na een tentoonstelling achter, zodat steeds meer buitenlanders kennismaakten met de kunstvorm.

### Na de Meiji-restauratie (1867–1900)
Meiji (1852–1912) volgde Komei op als keizer en zorgde ervoor dat bonsai een prominente plaats kreeg in de Japanse cultuur. In 1868, een jaar na de Meiji-restauratie, verhuisde hij naar het keizerlijk paleis Kokyo in Tokio, de nieuwe hoofdstad van Japan. De keizer was een groot liefhebber van bonsai en liet zowel binnen als buiten de paleismuren bonsais plaatsen. Meiji moedigde zijn hofhouding aan om zich te verdiepen in de cultivering van miniatuurbomen. Zij die bonsai niet konden waarderen vielen meestal uit de gratie. Al snel hadden bijna alle hogere ambtenaren bonsais in hun bezit. Een van hen, Kijoji Itoh, stond bekend om zijn grote verzameling en zijn experimenten met kweekmethodes.

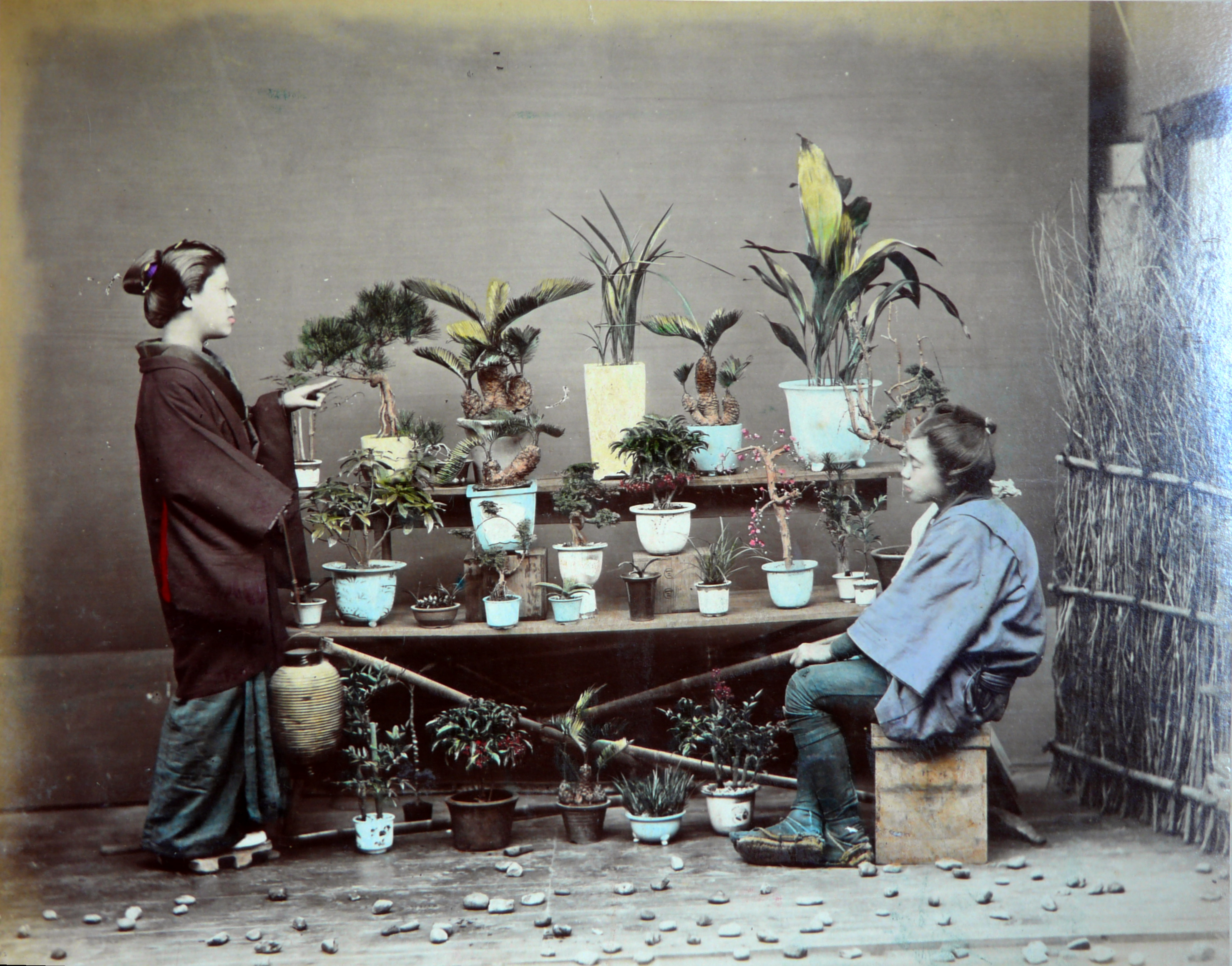
Een ingekleurde foto van vóór 1886 van een bloemenkraam met potplanten, waaronder een aantal bonsais

Meiji streefde naar hechte banden met westerse mogendheden. Japan nam deel aan de wereldtentoonstellingen van 1873 in Wenen en 1900 in Parijs. Dit leidde tot een toenemende vraag naar geïmporteerde miniatuurbomen. Ook Japanse immigranten in bijvoorbeeld de westkust van de Verenigde Staten en Hawaï, droegen bij aan een verdere bekendheid van de bonsai. Veel bonsais in de takotsuki-stijl die in Tokio waren geproduceerd, vonden hun bestemming in Europa of de Verenigde Staten. Om aan de groeiende vraag buiten Japan te voldoen, begonnen kwekerijen zich toe te leggen op de massaproductie voor export.
Er bestond een groeiend aantal kwekers die, net als Kijoji Itoh, experimenteerden met geavanceerde technieken en stijlen. In de late jaren 1860 probeerde men om de stam en takken te vormen door er bevochtigde hennepvezels aan vast te knopen en deze op spanning te brengen. Het was een lastig karwei en het resultaat was zelden bevredigend. Andere innovaties hadden meer succes. Gaandeweg ontstonden er twee categorieën bonsai: bonsais voor het grote (westerse) publiek en bonsais voor de kenners. Met name bomen uit de kwekerijen in Kioto en Osaka waren populair onder bonsaikenners. In Kioto werden veel bonsais in de bunjingi-stijl (文人木; 'literati-stijl') gekweekt: een subtiel en verfijnd vormgegeven boom met een slanke stam. Bonsais uit Tokio hadden daarentegen meestal een overdreven dikke stam. Er ontstond een rivaliteit tussen bonsaikwekers van Kioto en Tokio, die tientallen jaren aanhield.
Aan het einde van de 19e eeuw was een groot aantal boeken en tijdschriften gepubliceerd dat de cultivatie van bonsai behandelde. In 1892 werd een bonsai-kunstwedstrijd gehouden in Tokio, een gebeurtenis die is verslagen in een driedelig geïllustreerd herdenkingsboek. In dit werk is duidelijk zichtbaar dat Japanners bonsai op dat moment als een opzichzelfstaande kunstvorm beschouwden.

### Begin 20e eeuw

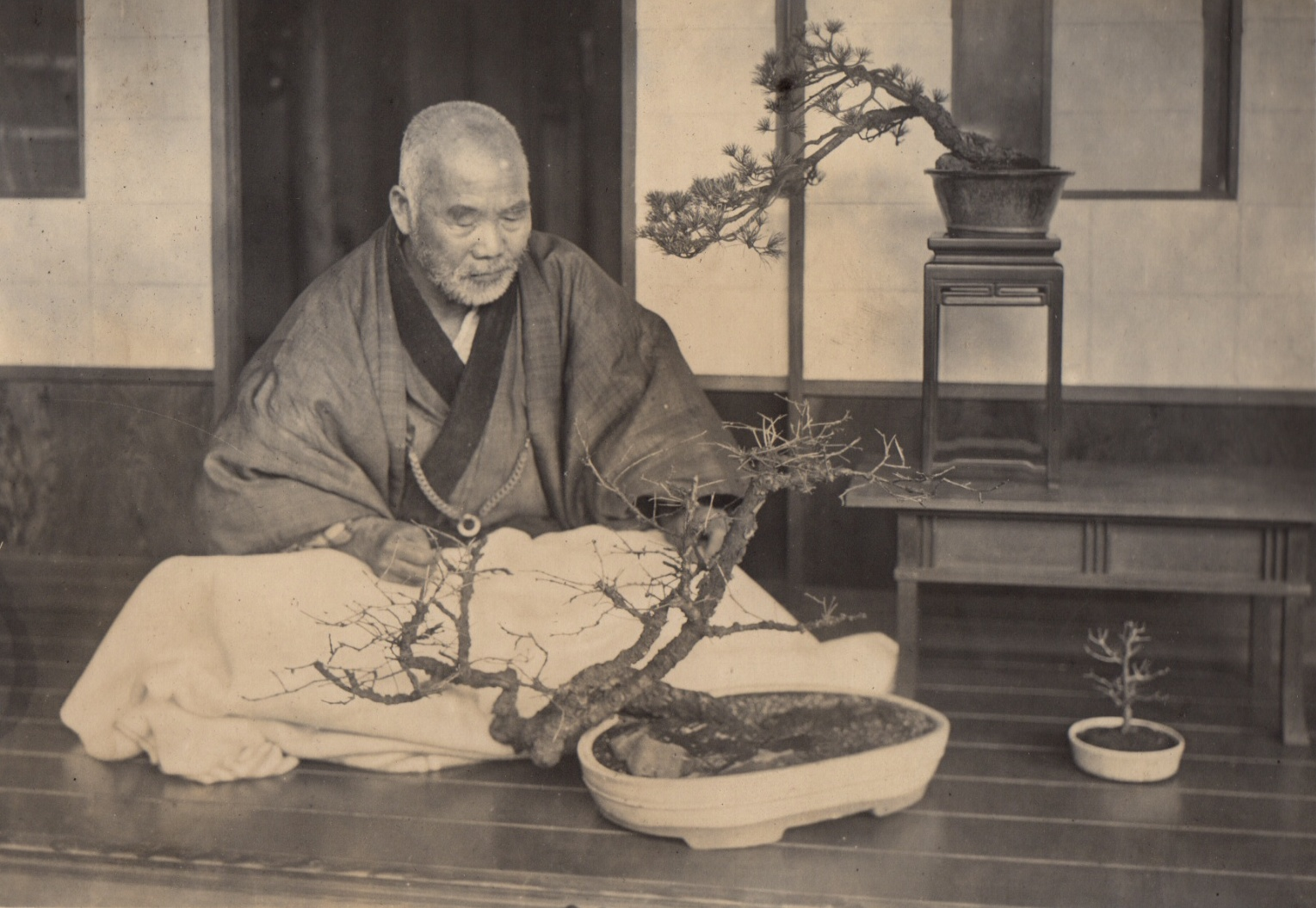
Een Japanse bonsailiefhebber, gefotografeerd rond 1915

Aan het begin van de 20e eeuw waren veel Japanners in het bezit van een bonsai. Die werd niet alleen buitenshuis geplaatst, maar vaak ook in de tokonoma, een alkoof in de ontvangst- of theekamer waar siervoorwerpen werden tentoongesteld. Tijdschriften, boeken en tentoonstellingen hielden bonsailiefhebbers op de hoogte van de nieuwste stijlen, technieken en gereedschappen.
Van 1906 tot circa 1913 werd maandelijks Bonsai Gaho uitgegeven, het eerste tijdschrift dat geheel in het teken van bonsai stond. Soortgelijke tijdschriften waren Toyo Engei en Hana, beide uitgegeven vanaf 1907, en Bonsai, een periodiek die voor het eerst in 1921 verscheen en 518 uitgaven telde. De eerste grote jaarlijkse bonsaitentoonstelling werd in 1927 gehouden, in Tokio. In dezelfde stad werd in 1934 voor het eerst de prestigieuze Kokufu-ten-tentoonstelling gehouden in het Uenopark.
Tokio werd in 1923 getroffen door een zware aardbeving waarbij veel bonsaikwekerijen verwoest werden. Een groep professionele kwekers verhuisde in 1925 naar Ōmiya in Saitama, ruim 30 kilometer van de hoofdstad verwijderd. Het district waar zij hun kwekerijen vestigden heet sinds 1957 officieel Ōmiya Bonsai-mura, (大宮盆栽村, Ōmiya Bonsai-dorp). Nog steeds staat deze plaats bekend om de grootschalige productie van bonsais voor de export.
De ontwikkeling van steeds geavanceerdere technieken maakte complexere stijlen mogelijk. Zo bleek een nieuwe methode om takken en stammen te vormen met metaaldraad eenvoudiger en nauwkeuriger dan de voorheen gebruikte bindtechniek. In de jaren 20 en 30 ontwikkelde men de eerste ijzeren gereedschappen speciaal voor de cultivering van bonsai. Naarmate het kweken van bonsai laagdrempeliger werd, groeide het aantal hobbyisten.
In 1940 waren 150 verschillende plantensoorten gecultiveerd als bonsai. Alleen al in Tokio waren in dat jaar ongeveer 300 bonsaiverkopers werkzaam. Ook in het westen groeide de belangstelling voor bonsai. In deze periode werden er elk jaar duizenden Japanse bonsaistukken geïmporteerd. Bovendien hadden Japanse immigranten de eerste Amerikaanse bonsaikwekerijen en -clubs opgericht.

### Na de Tweede Wereldoorlog

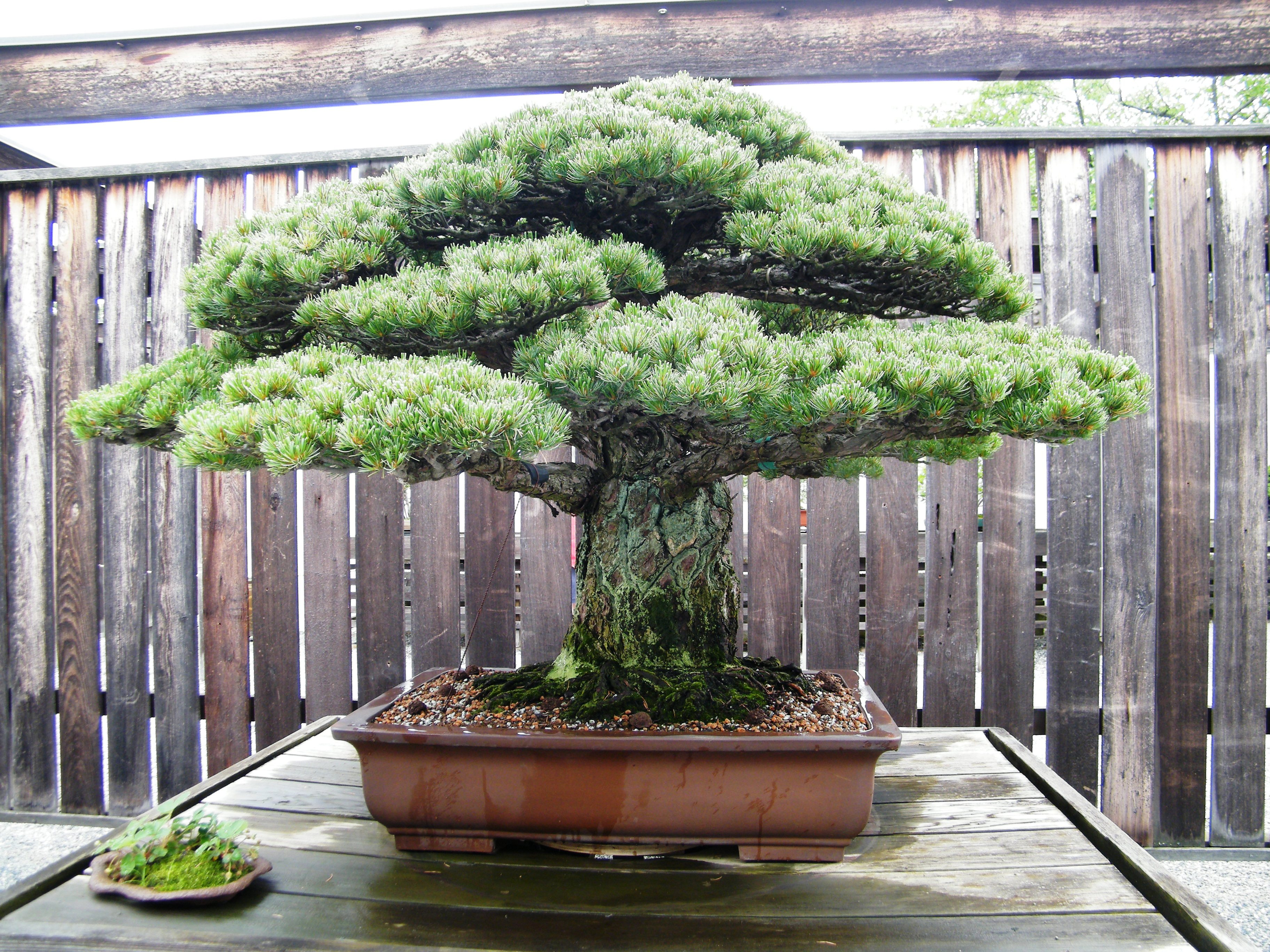
Deze Japanse witte den, opgekweekt sinds de 17e eeuw, overleefde de atoombom op Hiroshima

Gedurende de Tweede Wereldoorlog trof men verschillende maatregelen om bonsais tegen het oorlogsgeweld te beschermen. In het bonsai-dorp Ōmiya werden alle kwekers in krijgsdienst opgeroepen, en het kweken van bonsai moest verplicht wijken voor voedselproductie. Een van de 23 kwekers werd uitgezonderd. Dat was Kyūzō Murata, een bonsaideskundige die eerder verzorger was geweest van de keizerlijke collectie. Murata verzamelde alle bonsais van andere kwekers waar hij de hand op kon leggen en verzorgde die in zijn kwekerij. Door zijn actie - en die van een enkele kweker elders - werden tijdens de bombardementen op Tokio niet alle bonsais die generaties lang waren doorgegeven verwoest. Na de overgave van Japan knapten kwekers in heel het land beschadigde bonsais op, een proces dat meer dan tien jaar in beslag nam. Ook bonsais die de atoombom op Hiroshima hadden overleefd werden waar mogelijk gerestaureerd. Doordat veel kwekerijen waren verwoest was het moeilijk om aan jong plantmateriaal te komen. Gedurende de eerste naoorlogse jaren stond de ontwikkeling van bonsai in Japan daardoor bijna stil.

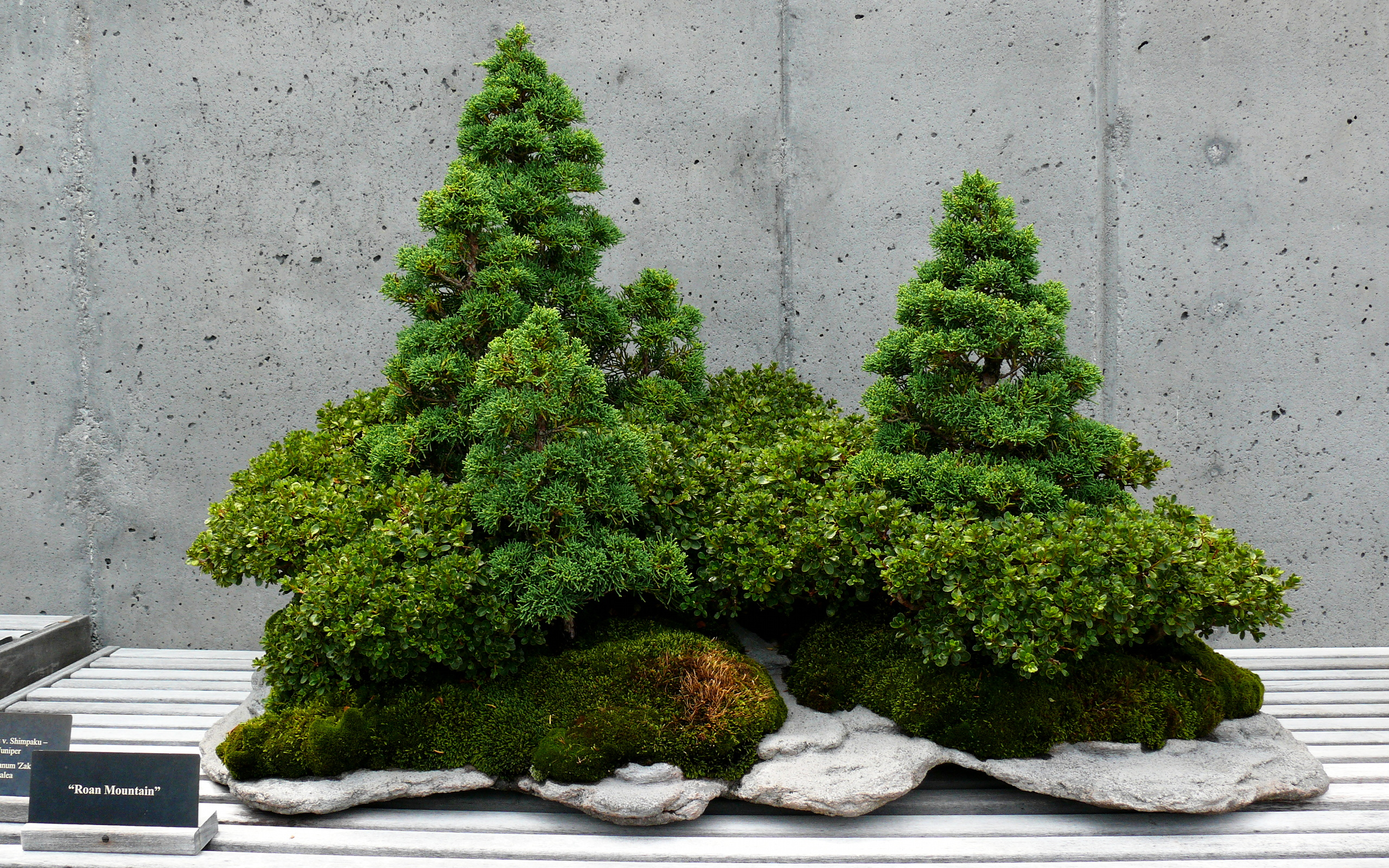
Roodbruine Berg; een saikei met een Chinese jeneverbes (Juniperus chinensis) en rododendrons

Bonsaimeester Toshio Kawamoto ontwikkelde na de Tweede Wereldoorlog een variant op bonsai, saikei ('aangeplant landschap') geheten. In dit miniatuurlandschap cultiveert men, in tegenstelling tot bonsai, meerdere plantensoorten tegelijk. Er wordt bovendien veel gebruik gemaakt van jonge, niet verhoute planten. Daar veel oudere bomen tijdens bombardementen waren verwoest, vormde saikei een populair alternatief voor bonsai.
Latere ontwikkelingen zorgden ervoor dat de populariteit van bonsai weer steeg, zowel in Japan als in het buitenland. Zo kwam er een toename van boeken en tijdschriften over bonsai. Deze werken verschenen in een groot aantal talen, zodat steeds meer niet-Japanners zich konden specialiseren in het kweken van miniatuurbomen. In 2016 waren er meer dan 1300 boeken over bonsai beschikbaar in 26 talen, plus enkele tientallen tijdschriften in ruim dertien talen.
Ook het aantal en de omvang van bonsaitentoonstellingen nam in de tweede helft van de 20e eeuw steeds meer toe. Na een pauze van vier jaar werd in 1947 weer de meerdaagse Kokufu-ten-tentoonstelling in Tokio gehouden. Sindsdien heeft de tentoonstelling elk jaar doorgang gevonden. In 1970 werd de Expo 70 gehouden in de Japanse stad Osaka. Deze wereldtentoonstelling toonde een verscheidenheid aan bonsai en suiseki-stenen aan een internationaal publiek. Vijf jaar later startten in Japan twee nieuwe periodieke tentoonstellingen. De eerste, Gafu-ten ('Elegante stijl-tentoonstelling'), stond in het teken van shohin: bonsaistukken van 13 tot 25 centimeter hoog. Het tweede evenement was Sakufu-ten ('Creatieve bonsaitentoonstelling'); de eerste tentoonstelling waarbij elke bonsai was voorzien van de naam van de kweker, in plaats van die van de eigenaar. Ook in de daaropvolgende jaren zijn veel tentoonstellingen georganiseerd, zowel in Japan als in Australië, de Verenigde Staten en diverse Europese en Aziatische landen.
Een andere factor waardoor bonsai wereldwijd toegankelijker werd, was de toename van professionele opleidingen. Aanvankelijk werden opleidingen alleen in Japan gegeven, of in het buitenland door Japanse leraren. Amerikanen die in Tokio een opleiding hadden gevolgd, stichtten in 1967 de American Bonsai Society. Dit was een van de eerste opleidingscentra buiten Japan. Steeds meer kwekers maakten studiereizen naar Japan en introduceerden vervolgens de nieuwste bonsaitechnieken en -stijlen in hun thuisland. Tegenwoordig zijn er opleidingscentra te vinden over de hele wereld, alsook leveranciers van jonge bonsais en bijbehorende gereedschappen, potten, diverse soorten potgrond en ander toebehoren. In 2016 waren ruim honderdduizend leden verbonden aan zo'n 1500 bonsaiverenigingen. Het aantal hobbyisten dat niet was aangesloten bij een vereniging werd in datzelfde jaar geschat op meer dan vijf miljoen wereldwijd.

## Plantensoorten
Veel inheemse soorten die traditioneel worden gebruikt, komen buiten Japan niet in de vrije natuur voor. Er zijn echter genoeg alternatieven. Vrijwel elke plantensoort met een houtachtige stam is geschikt om te kweken in een pot. Toen de kennis van bonsai zich over de hele wereld verspreidde, is het aantal toegepaste soorten dan ook fors toegenomen.
Soorten met kleine bladeren of korte naalden versterken de illusie van een volgroeid exemplaar. Deze behoren tot de meest gekweekte bonsaibomen. Zo kan een kleinbladige esdoornsoort als Acer buergerianum of de Japanse esdoorn (Acer palmatum) de suggestie wekken van een grootbladige esdoornboom met normale verhoudingen. Kleine bladeren kunnen bij veel soorten ook worden verkregen door bladsnoei. Jeneverbessoorten (Juniper) zijn taaie planten die geschikt zijn voor ingrijpende technieken als het verwijderen en bleken van de bast. Ook iepen en wilgen zijn gewild, daar ze dunne takken hebben die relatief eenvoudig te vormen zijn met behulp van metaaldraad.

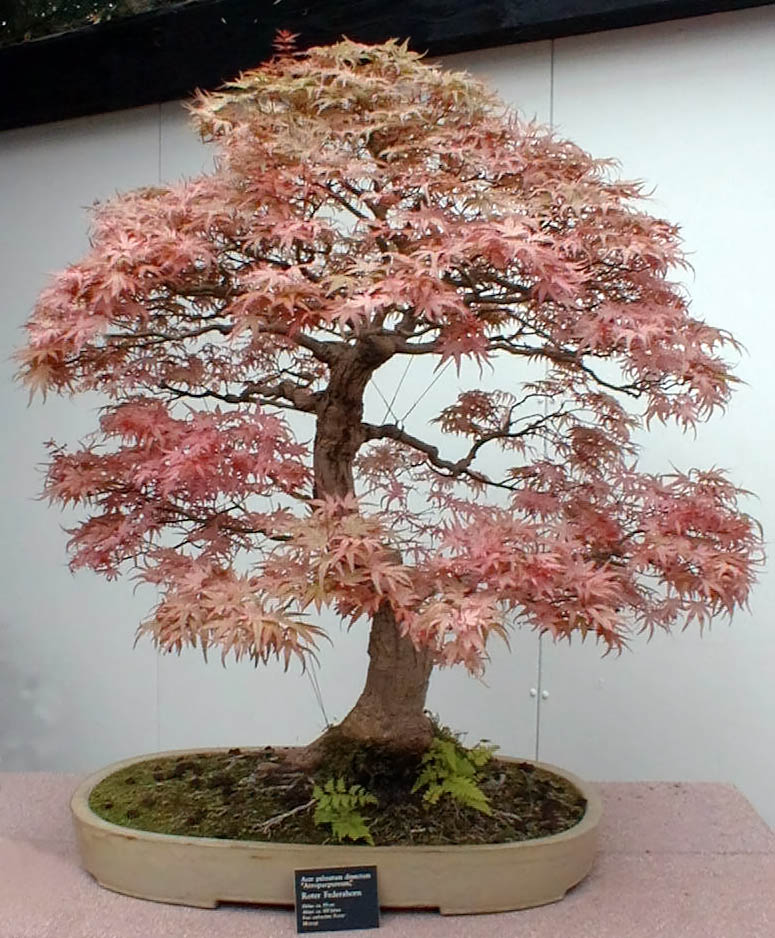
Japanse esdoorn (Acer palmatum) in de moyogi-stijl
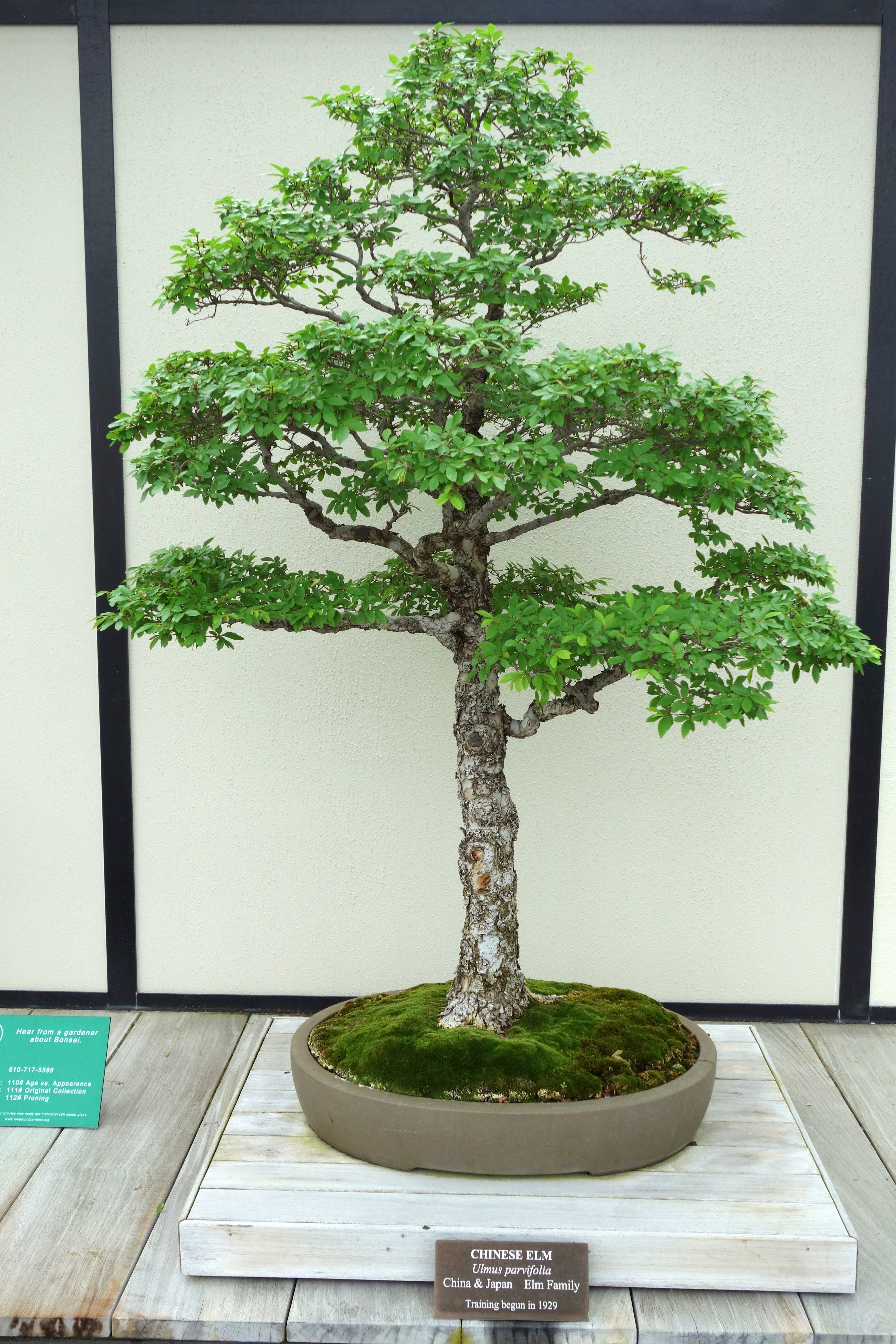
Chinese iep (Ulmus parvifolia) in de chokkan-stijl
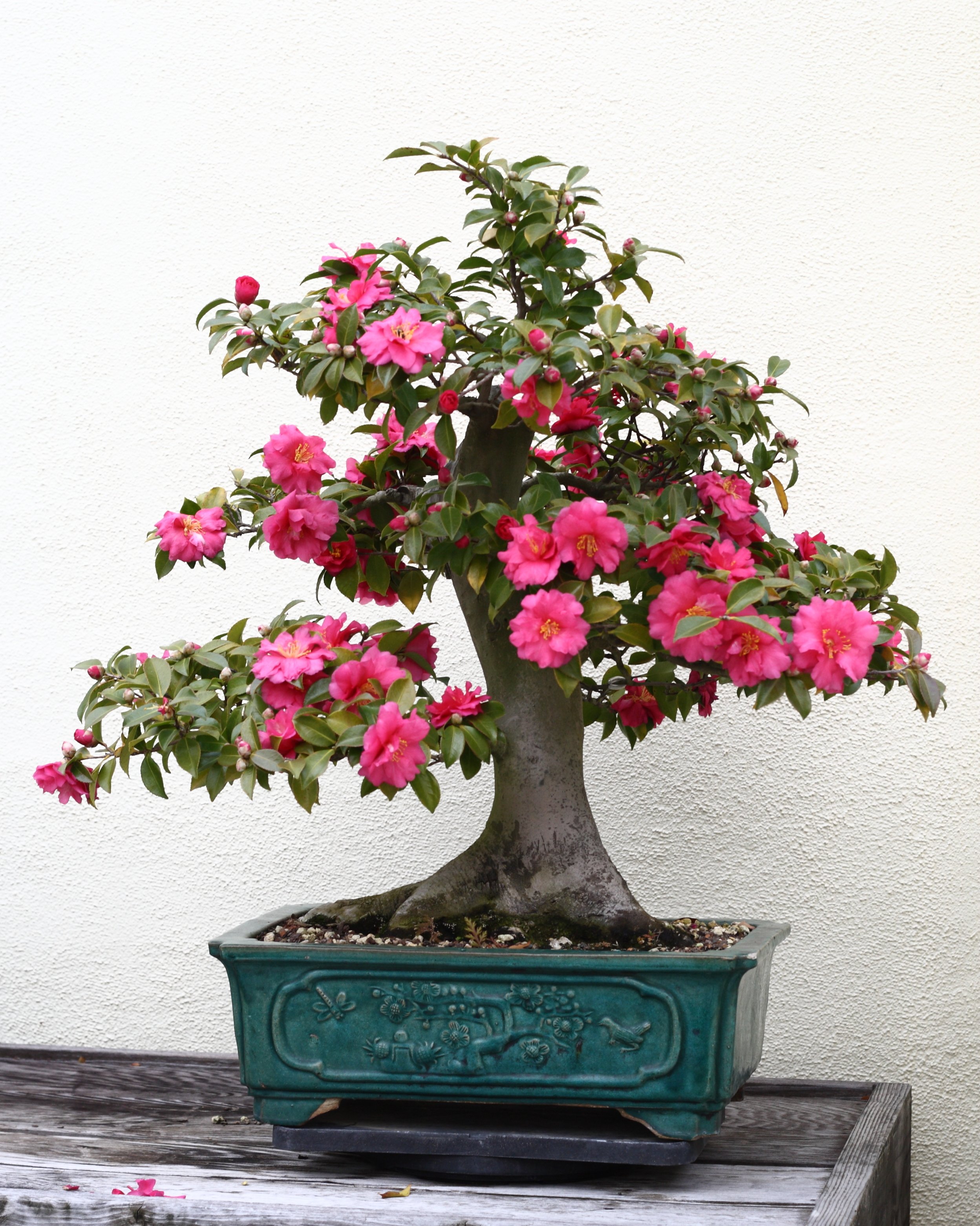
Japanse roos (Camellia japonica) in de moyogi-stijl
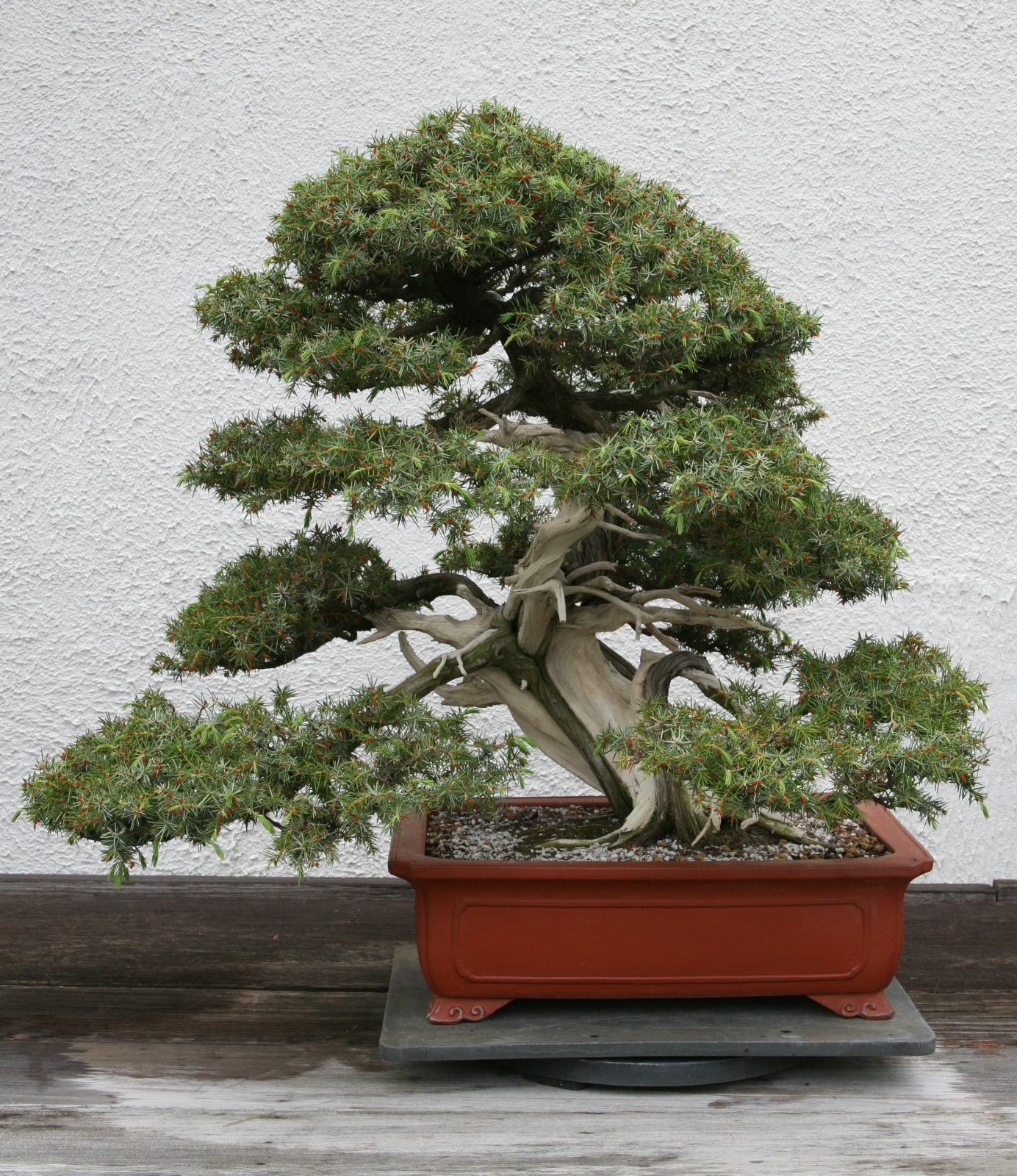
Heilige jeneverbes (Juniperus rigida) in de sharimiki-stijl
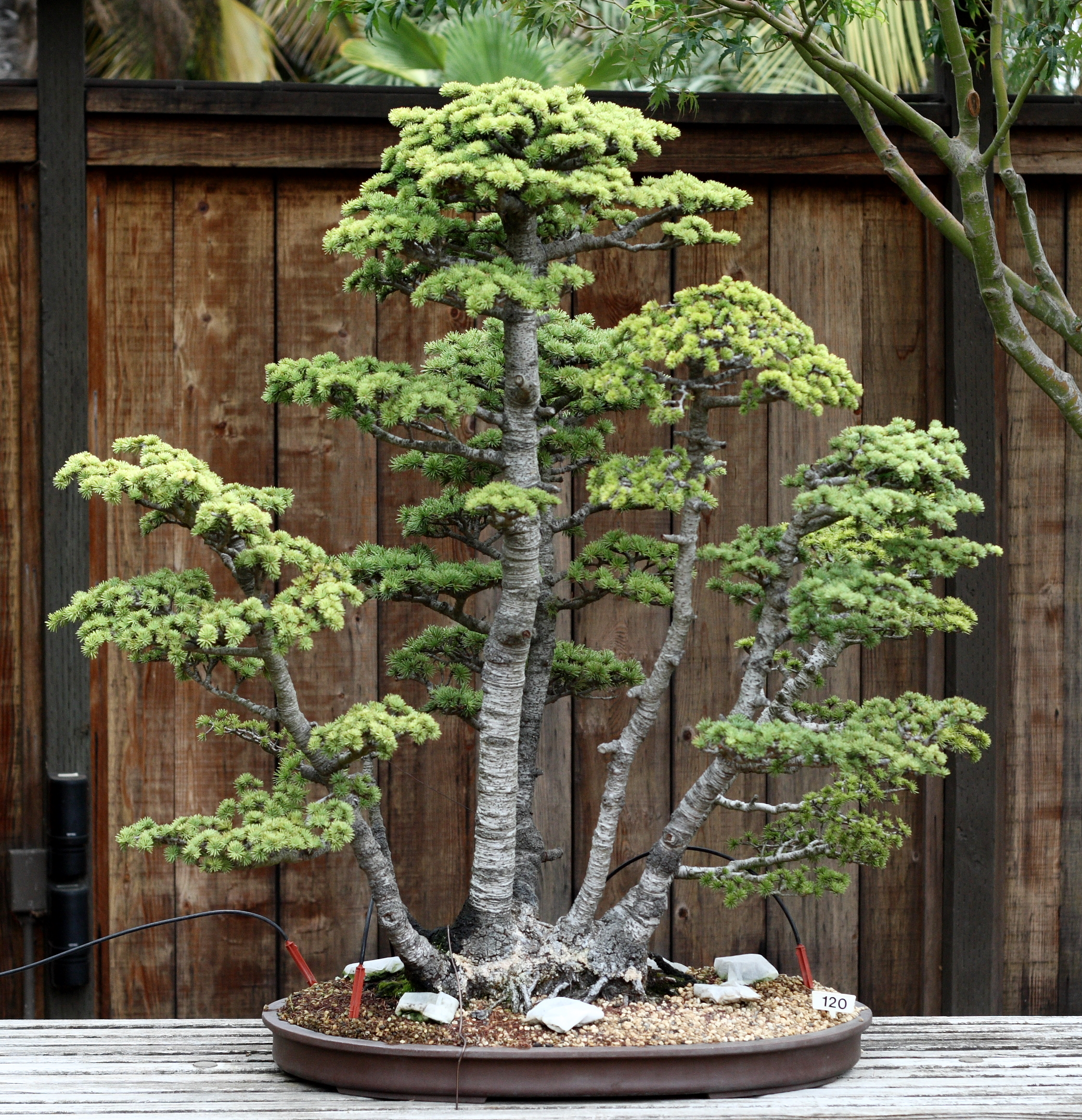
Atlasceder (Cedrus atlantica) in de kabudachi-stijl; zeven stammen delen hetzelfde wortelstelsel (nanakan)
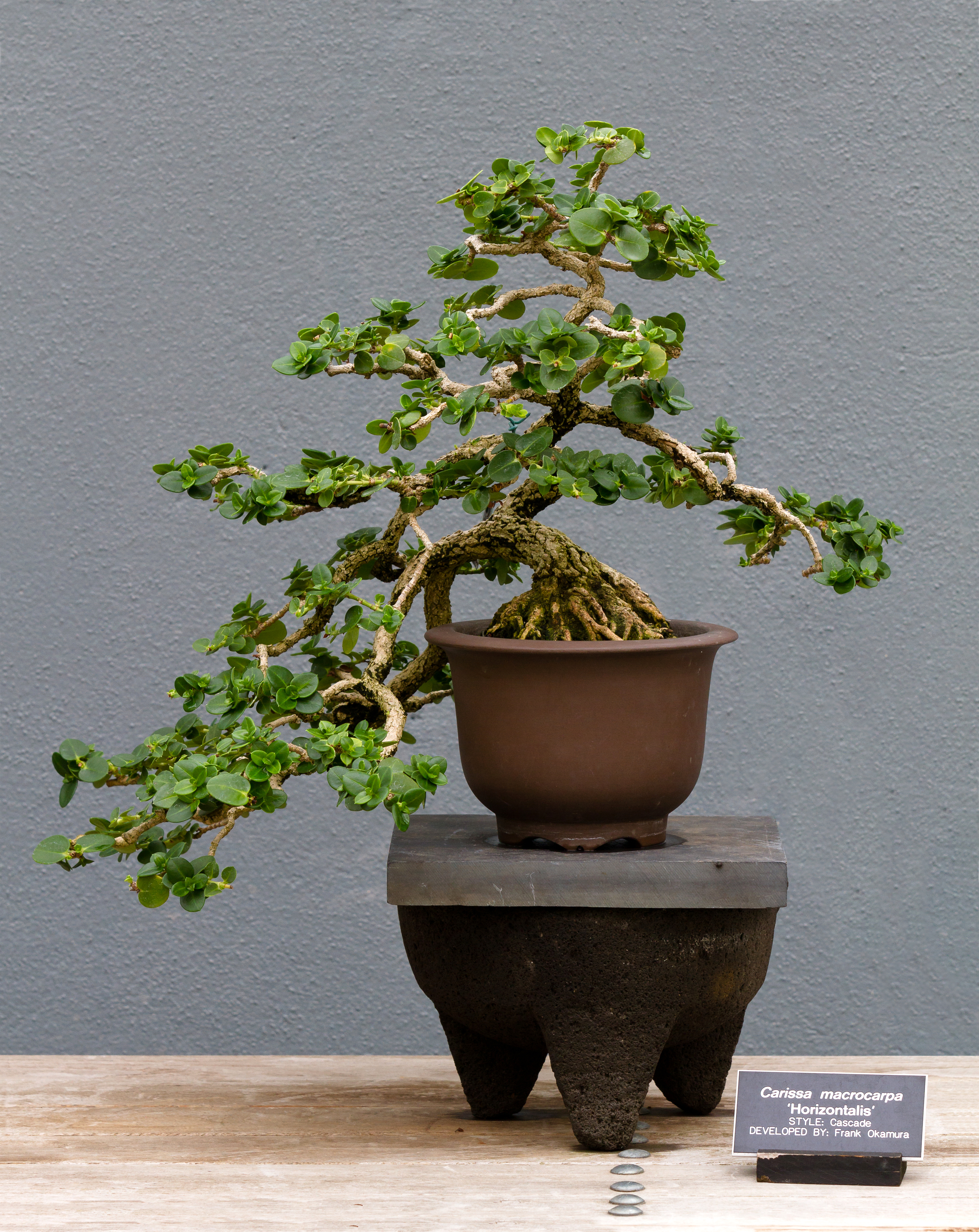
Natalpruim (Carissa macrocarpa), een subtropische plant, in de kengai-stijl

### (Sub)tropische soorten
Traditioneel wordt bij het kweken van bonsai uitgegaan van winterharde planten, die buiten worden gehouden in een gematigd klimaat. Wanneer deze bonsais lange tijd binnenshuis staan, zullen ze verzwakken en uiteindelijk doodgaan. Met het toenemen van de populariteit van bonsai ontstond er echter een behoefte aan soorten die ook als kamerplant kunnen worden gehouden. In de tweede helft van de 20e eeuw speelden kwekers op deze wens in door tropische en subtropische soorten op de westerse markt te introduceren.
Veel tropische en subtropische soorten kunnen als bonsai worden vormgegeven, mits ze gelijkmatig verspreide takken hebben en geen al te hoge eisen stellen aan lichtintensiteit en luchtvochtigheid. Om aan de esthetische normen van de traditionele bonsai te voldoen, past men meestal dezelfde kweektechnieken toe.

## Stijlen

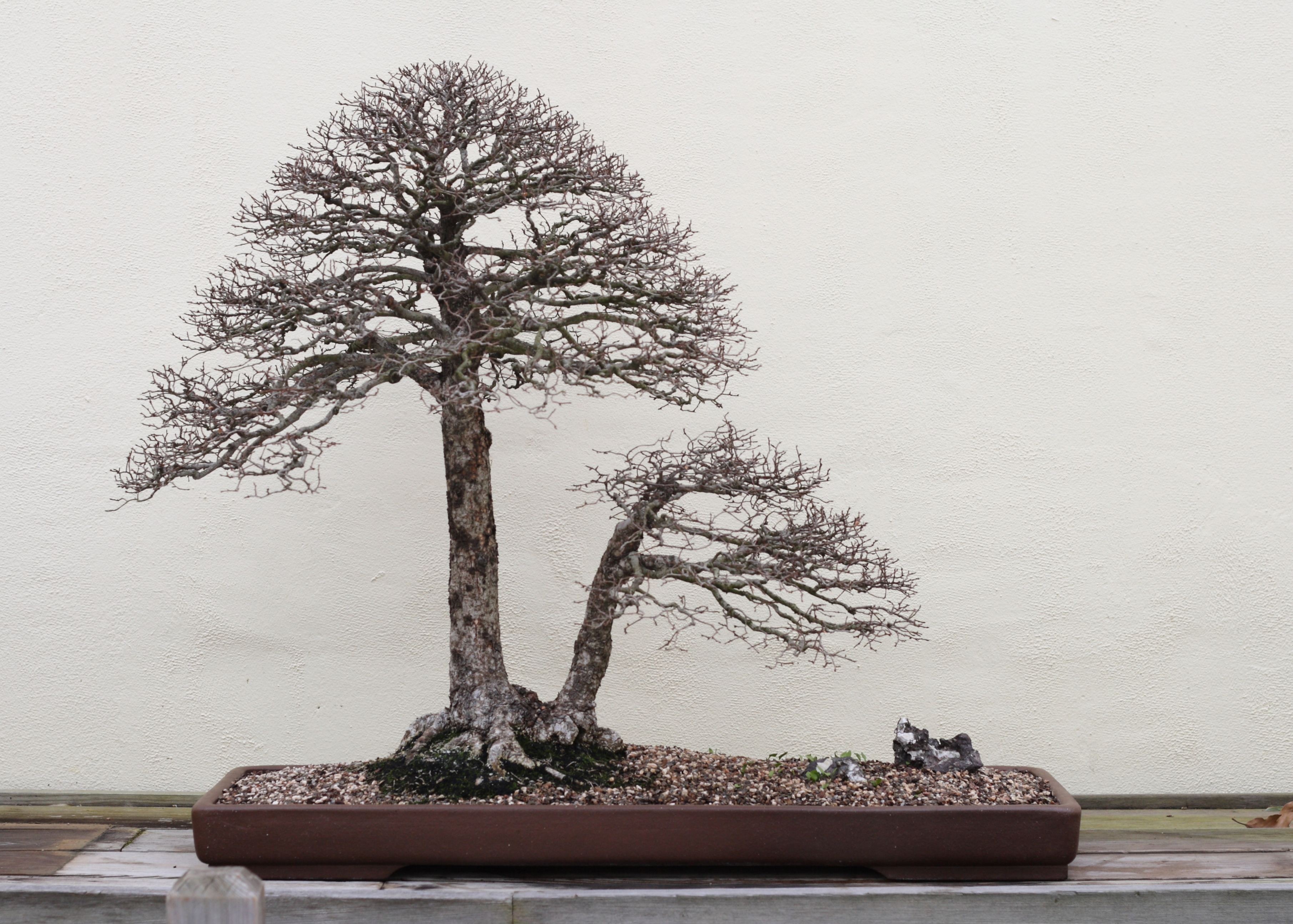
Gladde iep (Ulmus minor) in de sokan-stijl (dubbelstammige stijl) gekweekt sinds 1982; de linkerboom is uitgevoerd in de hokidachi-stijl (bezemstijl), de rechterboom in de fukinagashi-stijl (verwaaide stijl).

In de loop van de geschiedenis is een canon van bonsaistijlen ontstaan. Aanvankelijk werden in Japan vooral bizarre, expressieve fantasievormen gewaardeerd. Later kwamen er stijlen geïnspireerd op de groeiwijzen van bomen in de vrije natuur. In de 19e eeuw raakten veel fantasievormen uit de mode en sindsdien worden de natuurlijke stijlen het meest toegepast.
Een catalogus beschrijft een bonsai meestal beknopt door de meest dominante of in het oog springende stijl te noemen. Uitvoerigere beschrijvingen noemen daarnaast ook de eventuele secundaire stijlen, de gebruikte plantensoort, het formaat van de bonsai en eventueel het jaartal waarin de boom voor het eerst als bonsai werd gekweekt.
Reeds in de eerste kweekfase bepaalt de kweker de stijl van de bonsai. Deze keuze hangt voor een deel af van de soortkenmerken en het uiterlijk van de jonge boom. Sommige stijlen kunnen slechts op een beperkt aantal plantensoorten worden toegepast. Elke stijl heeft namelijk specifieke richtlijnen voor een correcte vormgeving. Deze zijn voornamelijk bedoeld als leidraad; veel gewaardeerde bonsais voldoen lang niet aan elke stijlregel.
Bonsaistijlen kan men in een aantal categorieën groeperen. Deze behelzen onder andere de groeirichting van de stam, de bewerking van de bast, de vorm en positie van de wortels en het aantal stammen. Onderstaand overzicht is een selectie van de meest voorkomende stijlen.

### Stamoriëntatie
Veel stijlen verwijzen naar de positie van de hoofdstam, bijvoorbeeld rechtopstaand, gebogen of hellend. Bij de rechtopstaande stijlen bevindt de top van de stam zich precies boven de plek waar de bonsai is geplant. Hiertoe behoren de twee meest toegepaste stijlen, chokkan en moyogi. Bij de andere stijlen varieert de positie van de top, van net uit het midden, zoals bij sho-shakan, tot ver naast en zelfs onder de stamvoet, zoals bij de kengai-stijlen.

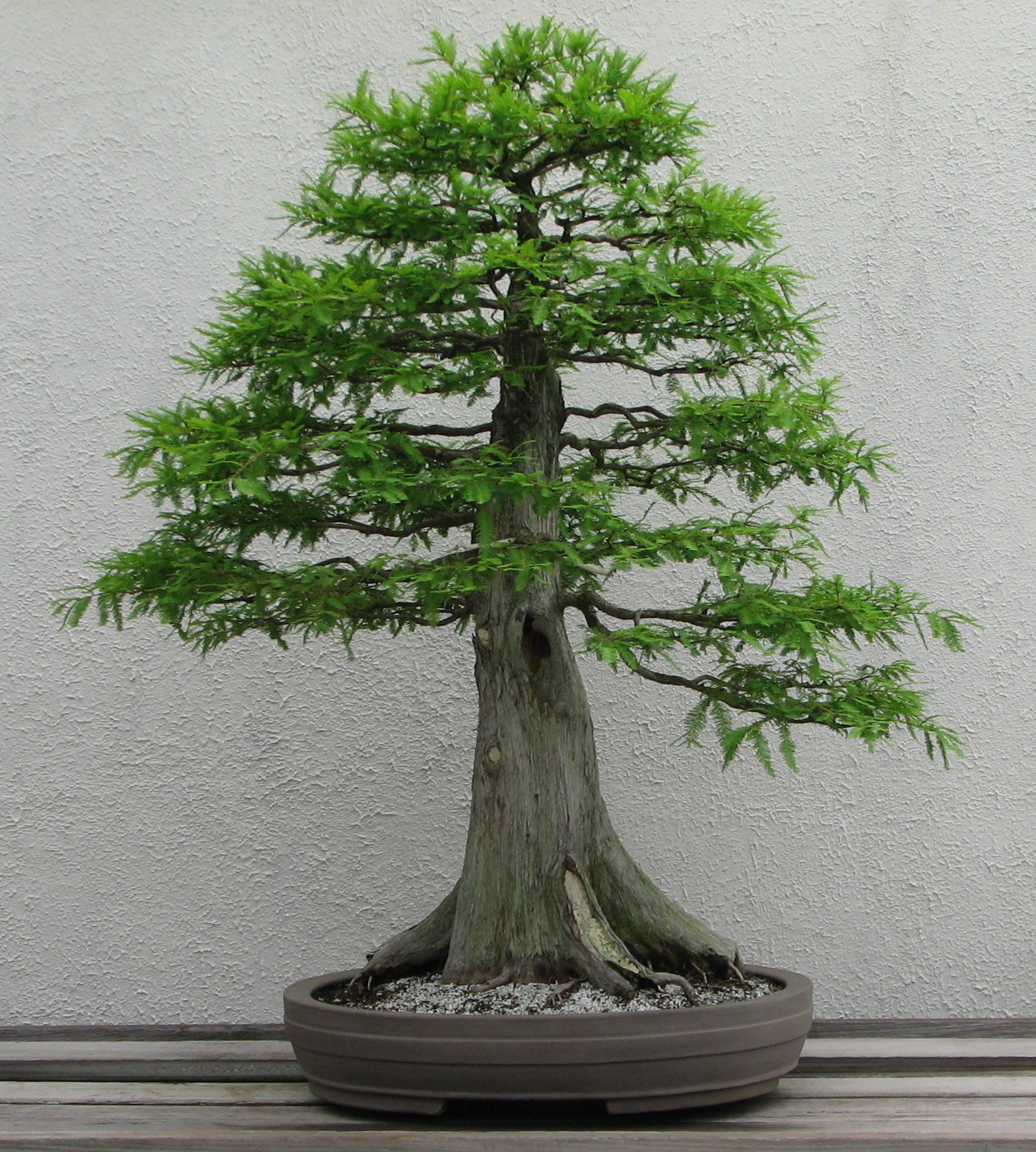
Moerascipres (Taxodium distichum) in de chokkan-stijl

Chokkan (直幹) is de rechtopstaande of formeel opgaande stijl. Hiervoor lenen zich in het bijzonder coniferen, eiken en beuken. De stam is geheel recht, staat loodrecht en loopt naar boven taps toe. De onderste takken, ongeveer op een vierde van de stam, zijn relatief dik en lang. Naar boven toe worden de takken gelijkmatig dunner en korter. De top wordt gevormd door één enkele tak. In de vrije natuur zijn veel bomen op een vergelijkbare manier gevormd, vooral op open stukken waar een boom weinig lichtconcurrentie heeft. Een correct uitgevoerde chokkan-bonsai is symmetrisch gevormd en heeft meestal een kegelvormige bladerkroon. Er moeten bovendien enkele stevige wortels zichtbaar zijn, maar bij voorkeur geen wortels die richting de toeschouwer wijzen.
Moyogi (模様木) is de gebogen opstaande of informeel opgaande stijl. De meeste boomsoorten zijn voor deze stijl geschikt. De stam beschrijft een of meer duidelijke bochten, maar de top bevindt zich precies boven de stamvoet. Net als bij chokkan loopt de stam taps toe. Ook de takken verlopen van dik en lang aan de onderzijde tot kort en dun aan de top. Ter hoogte van de bochten in de stam zijn de takken eventueel weggesnoeid of klein gehouden, zodat ze niet te prominent zijn of anderszins afbreuk doen aan het geheel.
Shakan (斜幹), de hellende stijl, is een stijl waarbij een rechte of licht gekromde stam schuin naar links of rechts overhelt, haaks op de kijkrichting. Aan de tegenoverliggende zijde zijn de wortels duidelijk zichtbaar. Gewoonlijk staan de takken evenwijdig aan de grond en dus niet loodrecht op de stam. De onderste tak bevindt zich aan de tegenovergestelde zijde van de richting waarin de stam helt. Wanneer de stam slechts weinig uit het lood staat spreekt men van sho-shakan. Ook voor deze stijlen zijn de meeste boomsoorten geschikt.

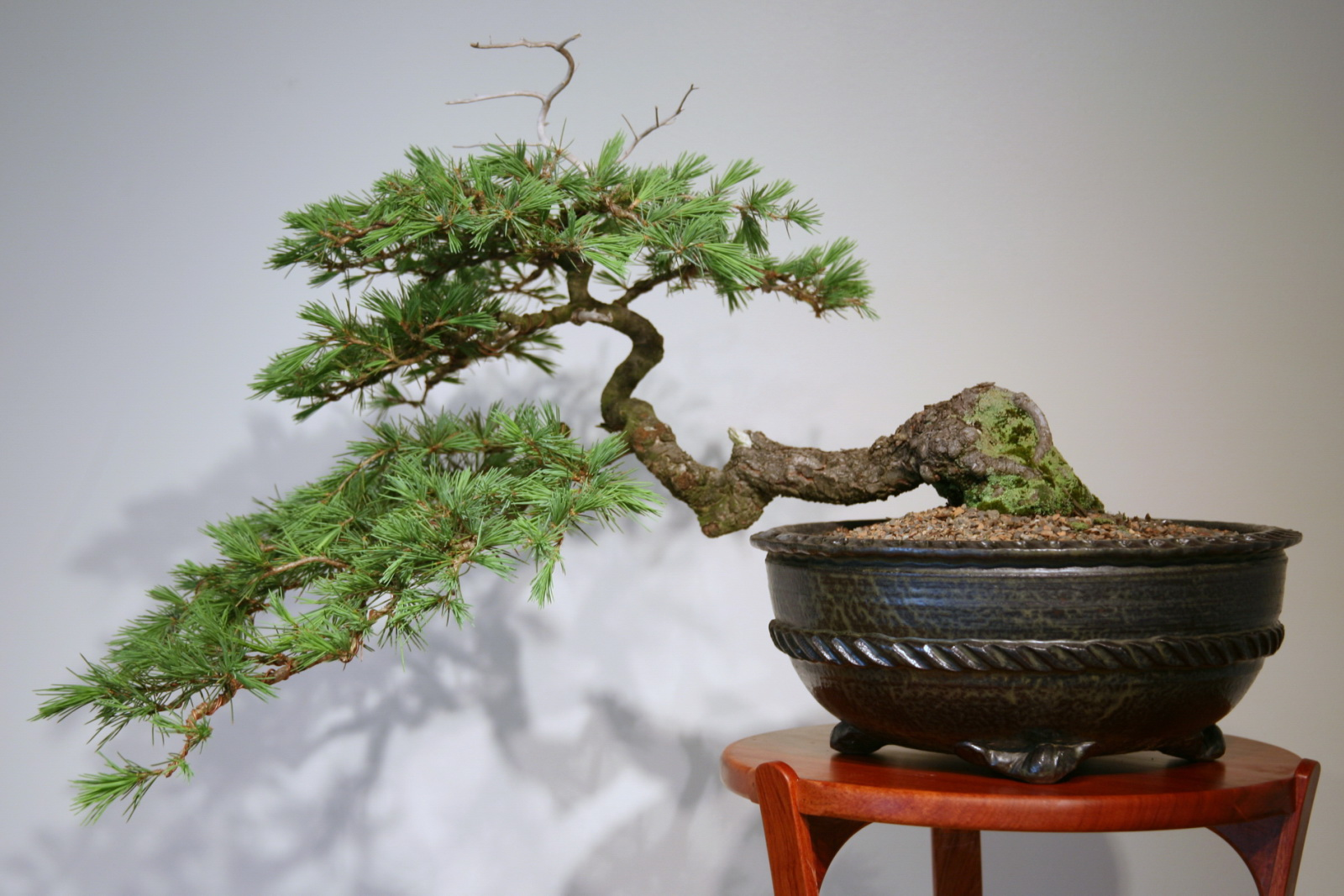
Deodarceder (Cedrus deodara) in de han-kengai-stijl

Bij kengai (懸崖), oftewel de watervalstijl, bevindt de top van de boom zich lager dan de onderzijde van de pot (zie foto natalpruim). Soorten die zich hiervoor lenen zijn bijvoorbeeld dwergmispels, dennen en jeneverbesplanten. Deze stijl is ongeschikt voor snel groeiende plantensoorten. De kengai-vorm is gemodelleerd naar bomen die bijvoorbeeld groeien langs steile rivieroevers of op berghellingen. Om genoeg zonlicht te krijgen groeien zulke bomen vaak diagonaal of zelfs bijna horizontaal. Sneeuw en vallende rotsen kunnen de takken diep naar beneden buigen. De hoofdtakken komen daardoor lager te hangen dan het aanhechtingspunt. Dit effect wordt vaak versterkt door de bonsai in een grote, slanke pot te plaatsen die uitsluitend voor deze stijl is bedoeld (zie foto vijfbladige wingerd).
Han-kengai (半懸崖), de halve-watervalstijl, is een variant van kengai. De top bevindt zich bij deze variant onder de bovenrand van de pot. Vaak staat de bonsai in deze stijl in een opvallende pot. Net als kengai is deze stijl ongeschikt voor snel groeiende plantensoorten.

### Vorm en positie van de wortels
Enkele bonsaistijlen hebben betrekking op de vorm en positie van het wortelstelsel. Al deze stijlen zijn geïnspireerd op groeivormen in de natuur.
| |  |  |
| Acer buergerianum in de neagari-stijl; links is de voorkant van de bonsai, gefotografeerd in december, rechts is de achterkant gefotografeerd in augustus |  |  |

Neagari (根上り) is de blootgestelde-wortelstijl, waarbij een deel van het wortelstelsel boven de aarde uitsteekt. Soms zijn de wortels zo ver blootgelegd, dat ze tot wel twee derde van het bovengrondse deel uitmaken. De ruimte tussen de blootliggende wortels is altijd leeg. In de natuur treedt dit verschijnsel op wanneer de aarde rond de boomwortels door water is weggewassen, zoals bij mangroven.
Sekijoju (石上樹) of deshojo (出猩々) is de wortel-over-steenstijl. Hier staat de boom op een steen of kleine rots. Wanneer een boom in de vrije natuur op een rots groeit, groeien de wortels in allerlei richtingen over de rots totdat ze aarde of water bereiken. De grillige vormen die zo ontstaan zijn ook kenmerkend voor sekijoju. De wortels mogen elkaar echter niet kruisen. Voor deze stijl gebruikt men vaak jeneverbesplanten en Ficus-soorten.
Bij ishizuki (石付), de klevend-aan-een-rotsstijl, groeit de bonsai uit een kleine, holle rots (zie foto dwergmispel). De wortels verankeren zich in spleten en holtes en halen hun voedingsstoffen en water uit de met aarde gevulde rotsholte. Het wortelstelsel is meestal niet zichtbaar, wel de aanzet van de wortels. In de rots hebben de wortels weinig ruimte en vrijheid om zich te ontwikkelen. De boom heeft daardoor meestal een schraal uiterlijk. Omdat de plant zijn voeding in de rots vindt, is een pot overbodig. De ishizuki wordt daarom vaak op een plat blad gepresenteerd.

### Meerdere stammen
De meeste bonsais bestaan uit een enkele boom, maar er bestaan diverse bonsaistijlen waarbij ofwel meerdere stammen op één wortelstelsel, ofwel meerdere afzonderlijke bomen zijn gebruikt. Deze stijlen kunnen worden gecategoriseerd aan de hand van het aantal stammen, de rangschikking van de stammen of het gebruik van meerstammige enerzijds en afzonderlijke bomen anderzijds. Een bonsai bestaat nooit uit meer dan één boomsoort. Wanneer meerdere soorten zijn gecombineerd, spreekt men van saikei ('aangeplant landschap'), wat een aparte kunstvorm is.

#### Meerstammige bomen

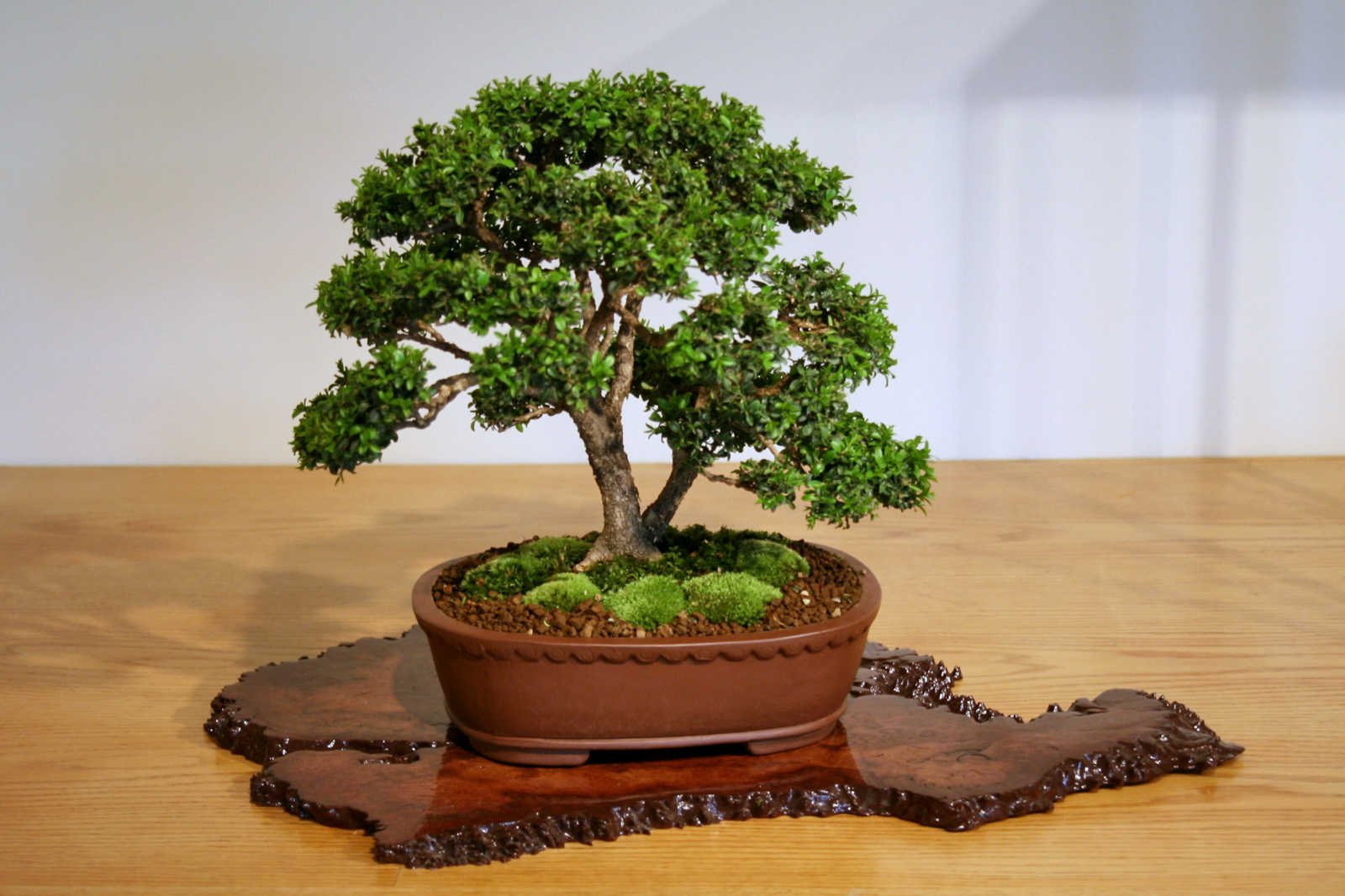
Buxus microphylla in de sokan-stijl

Sokan (双幹) is de dubbelstammige stijl, waarbij de stammen een gezamenlijk wortelstelsel hebben en één stam duidelijk groter en dikker is. Meestal raken beide stammen elkaar vlak boven de grond. Vanuit de positie van de kijker dienen de stammen duidelijk van elkaar te onderscheiden zijn. De dominante stam groeit doorgaans recht naar boven, terwijl de kleinere stam duidelijk schuin groeit. De takken van beide stammen waaieren in alle richtingen uit, behalve naar de tegenoverliggende stam. Het loof vormt vaak een ononderbroken bladerdak.
Bij kabudachi (株立) groeien drie of meer stammen op hetzelfde wortelstelsel (zie foto atlasceder). De stammen hebben altijd een oneven aantal en net als bij sokan raken ze elkaar dicht boven de grond. Bij sankan (三幹) heeft de bonsai drie stammen. De formaten van de stam variëren en er is altijd één dominante stam. De stammen zijn zodanig gepositioneerd dat ze niet in een rechte lijn staan. Hierdoor oogt de bonsai natuurlijker. De stijlen gokan, nanakan en kyukan staan respectievelijk voor een bonsai met vijf, zeven en negen stammen. Het principe komt overeen met sankan, maar hierbij kunnen ook twee (bij gokan) of meer stammen domineren.
Korabuki, de schildpadstijl, komt overeen met kabudachi, alleen vormen de wortels boven de grond een koepel. Alle stammen groeien op dit wortelstelsel.
Ikadabuki (筏吹き) is de rechte-vlotstijl. Het imiteert een natuurlijk fenomeen dat in de natuur voorkomt wanneer vanuit de stam van een omgevallen boom nieuwe uitlopers groeien. De jonge stammen kunnen zowel rechte als bochtige vormen hebben en groeien soms ook op een begraven deel van de stam. Bij een ikadabuki-bonsai groeien de nieuwe stammen op een rechte stam, en staan ze derhalve in een relatief rechte lijn. Bij netsunagari (根連なり), ook wel netsuranari genoemd, groeien de stammen op een bochtige moederstam. Deze stijl noemt men dan ook de bochtige-vlotstijl. Bij beide stijlen hebben de stammen vaak een gezamenlijk bladerdak.

#### Meerdere afzonderlijke bomen

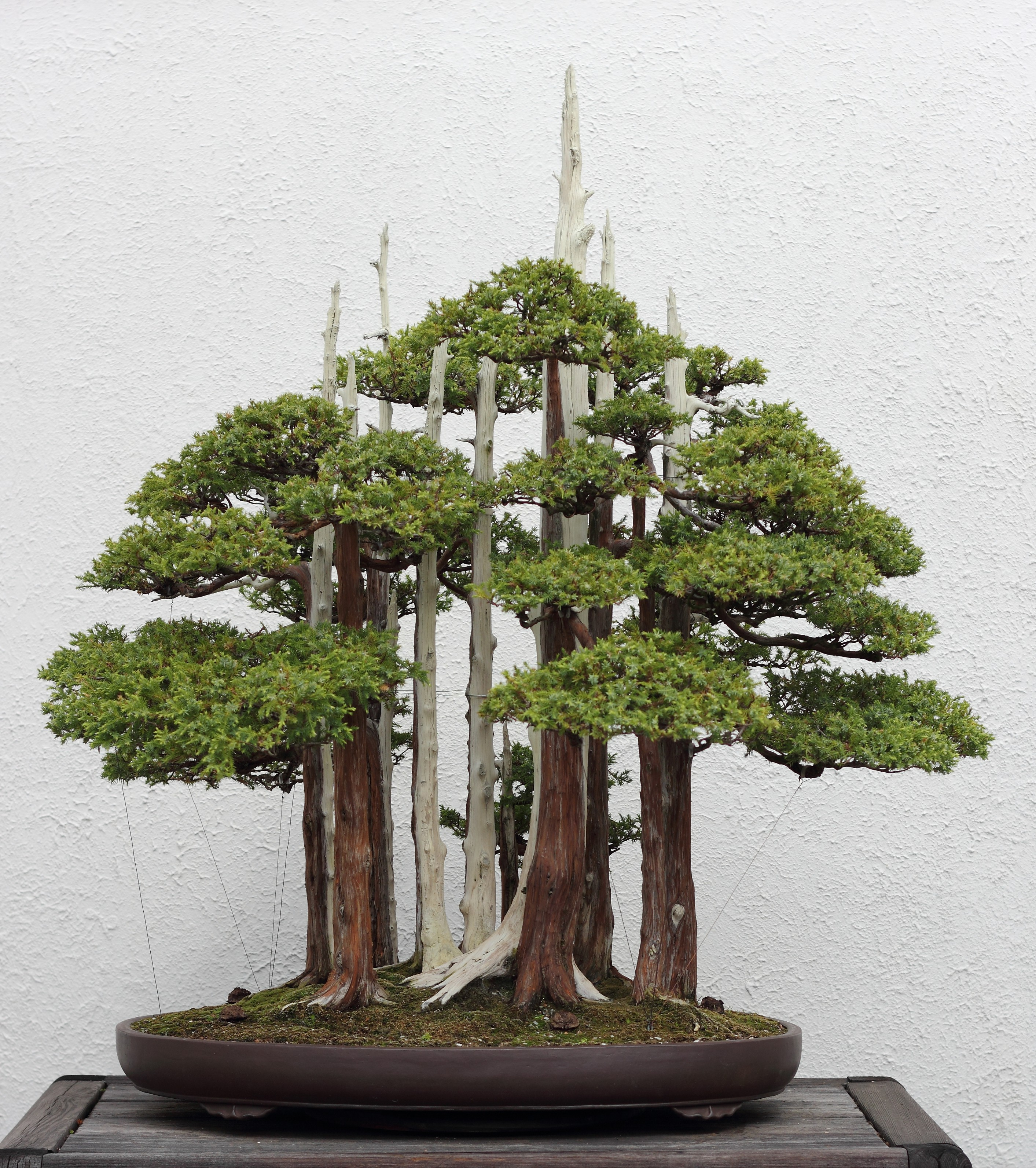
Goshin is een bekende bonsai in de yose ue-stijl, waarbij elf jeneverbesbomen een bos vormen

Yose ue (寄せ植え) is de bosstijl, waarbij een groep afzonderlijke bomen in een pot staat. Het aantal bomen is oneven zolang ze eenvoudig te tellen zijn. De bomen hebben verschillende hoogtes en lijken verschillende leeftijden te hebben. Men gebruikt allerlei technieken om de suggestie van hoge bomen te wekken. Zo staan kleinere bomen meer achteraan; een perspectivische truc om het gezichtspunt lager te doen lijken. De bonsaipot heeft gewoonlijk een lage vorm die de hoogte van de bomen benadrukt. In plaats van een pot wordt ook wel een vlakke steen gebruikt.
Soju betekent letterlijk 'twee-boom' en is een bonsaistijl waarbij twee afzonderlijke bomen in een pot zijn geplaatst. Net als bij sokan is er een dominante, grote boom naast een kleiner exemplaar. Ze kunnen dicht bij elkaar geplaatst zijn, zodat het geheel sterk op de sokan-stijl lijkt, maar ze kunnen ook op ruime afstand van elkaar staan.
De stijlen sambon-yose, gohon-yose, nanahon-yose en kyuhon-yose staan respectievelijk voor drie, vijf, zeven en negen afzonderlijke bomen in een pot. Het heeft andere principes dan yose ue, de bosstijl; het telt een klein aantal bomen en er gelden strengere esthetische stijlnormen. Drie of meer bomen mogen niet in eenzelfde lijn staan. De bomen kunnen variëren in stamdikte en hoogte, maar qua proporties, bladdichtheid en andere visuele kenmerken komen ze zoveel mogelijk overeen. Bij sambon-yose is slechts één boom dominant, bij de overige stijlen kunnen dit er meer zijn.

### Overige vormen
De bonsaicanon kent vormstijlen die niet in bovengenoemde categorieën vallen. Enkele daarvan zijn gebaseerd op fenomenen in de natuur, maar deze groep omvat ook een aantal fantasievormen.
| |  |  |
| De bunjin-gi-stijl dankt zijn naam aan de Chinese literati, die vaak schrale en verwrongen bomen schilderden. Afgebeeld is een hangende rol van Ma Lin (ca. 1180–na 1256) en een Japanse zwarte den. |  |  |

Karakteristiek voor bunjin-gi (文人木), de literatistijl, is de vrijwel kale, meestal verwrongen stam met weinig takken, groeiend uit een kleine, ronde bonsaipot. In de natuur komt deze boomvorm voor wanneer meerdere bomen dicht op elkaar staan op voedselarme grond. De bomen concurreren met elkaar om zonlicht en groeien daardoor in grillige vormen omhoog. Omdat alleen de boomtop genoeg zonlicht krijgt, groeien alleen daar takken. Het is een verschijnsel dat vaak bij de grove den en andere dennensoorten wordt aangetroffen. Om de overlevingsstrijd te accentueren, wordt soms aan de top van de bonsai een jin of dode tak gevormd. Bunjin-gi is Japans voor 'wenren-boom'. De wenren, oftewel literati, waren Chinese geletterde ambtenaren die onder andere bekend zijn om hun shan shui-landschappen. De bomen op deze schilderstukken vertonen vaak soortgelijke bizarre groeivormen.
Fukinagashi (吹き流し) is de verwaaide-stamstijl, waarbij de bonsai de indruk wekt alsof hij voortdurend aan sterke winden uit één richting is blootgesteld (zie foto gladde iep). De stam helt sterk met de denkbeeldige wind mee. De takken groeien vanuit alle zijden van de stam, maar wijzen uiteindelijk in dezelfde richting. Deze stijl wordt vaak gecombineerd met andere stijlen, zoals moyogi, han-kengai, shakan en de meerstammige stijlen.
Bankan (蟠幹), de samengerolde-stamstijl, is gebaseerd op de Chinese draak, die in het boeddhisme het geluk symboliseert (zie foto Japanse zwarte den). De gekronkelde stam stelt het lichaam van de draak voor, terwijl de takken de ledematen vormen.
Hokidachi (箒立ち), de bezemstijl, wordt vaak toegepast bij bomen met veel dunne takken, zoals wilgen en iepen (zie foto gladde iep). De stam is recht en loopt niet door tot aan de top. De takken steken alle richtingen uit, met een lengte die gewoonlijk ongeveer een derde van de totale hoogte bedraagt. Wanneer de boom in blad staat, vormt de bladerkroon een ronde bal.

### Bewerking van de bast
Een aantal stijlen betreft de bewerking van de bast van de stam en takken. De bast is bijvoorbeeld geheel of gedeeltelijk verwijderd, waardoor de bonsai een doorleefd en respectabel uiterlijk krijgt.

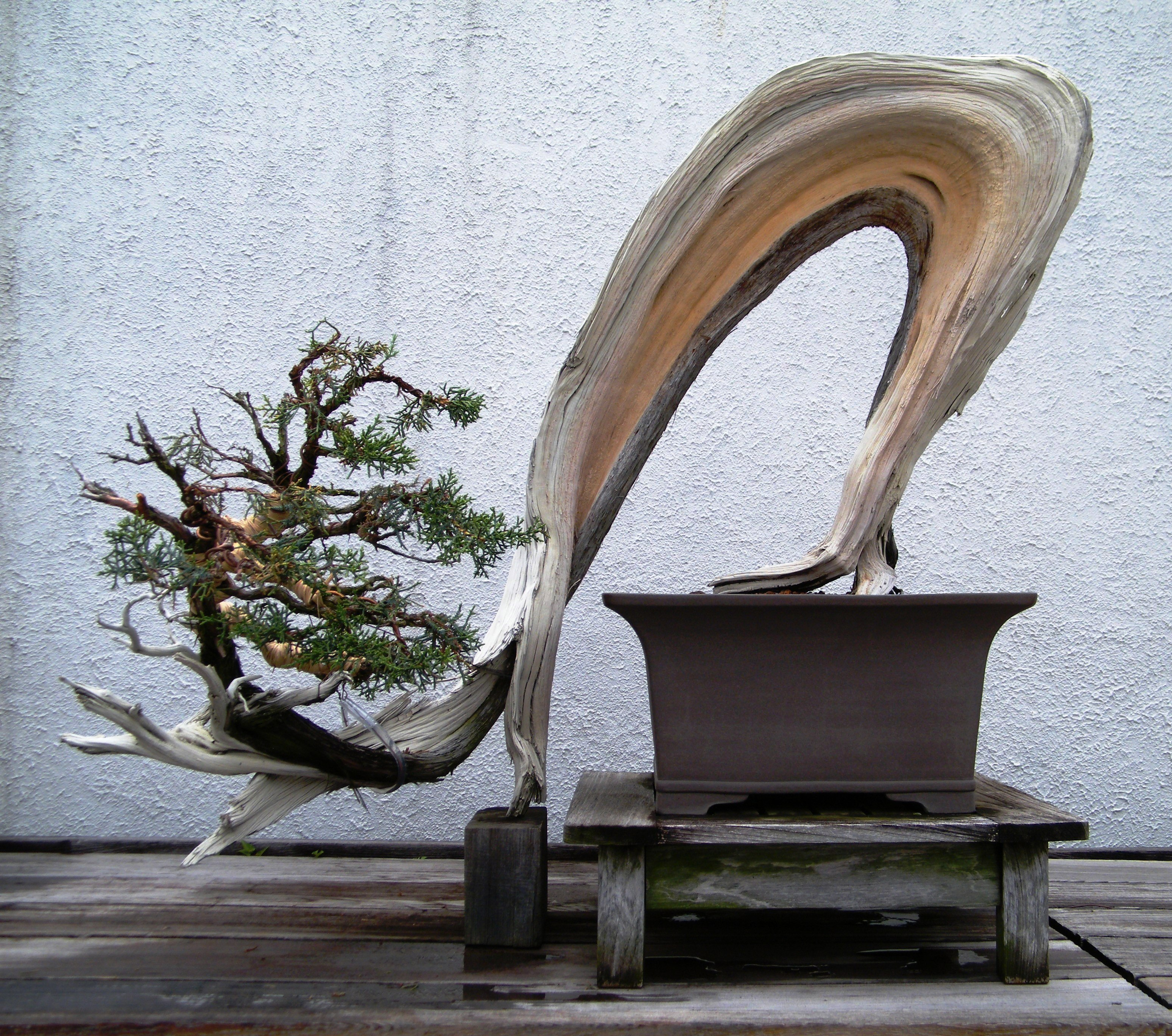
Juniperus californica in de sharimiki-stijl; een resterende strook bast loopt via de achterkant naar de naalden.

Shari of sharimiki (舎利幹) is de drijfhoutstijl. Een of meer verticale stroken van de bast zijn met een mes verwijderd, waarna het onderliggende hout is gebleekt. De bonsai stelt zo een boom voor die heeft blootgestaan aan zon, hevige wind en andere omstandigheden. De schors is hierdoor afgesleten en het onderliggend hout is verkleurd door de zon. Zo'n kale plek begint meestal vlak boven de wortels en loopt naar het einde taps toe. Er blijft altijd minstens een smalle streep levend schors over, die de bladeren met het wortelstelsel verbindt. Zo blijft het transport van voedingsstoffen intact. Deze ingrijpende techniek past men alleen toe bij zeer geharde plantensoorten, zoals jeneverbesbomen. De kale bast wekt sterk de indruk van een hoge leeftijd, ongeacht de vorm van de boom. Daarom leeft de kweker bij een bonsai in de sharimiki-stijl de richtlijnen van overige toegepaste stijlen doorgaans minder streng na.
Sabamiki is de gespleten-stamstijl. Deze weerspiegelt het effect van natuurkrachten als bliksem en andere weersinvloeden. De bast is plaatselijk verwijderd en in de stam is een holte uitgebeiteld. Deze kan in grootte variëren van een ondiepe scheur tot een diepe boomholte, maar is nooit zo diep dat de toevoer van voedingssappen in de boom stagneert.

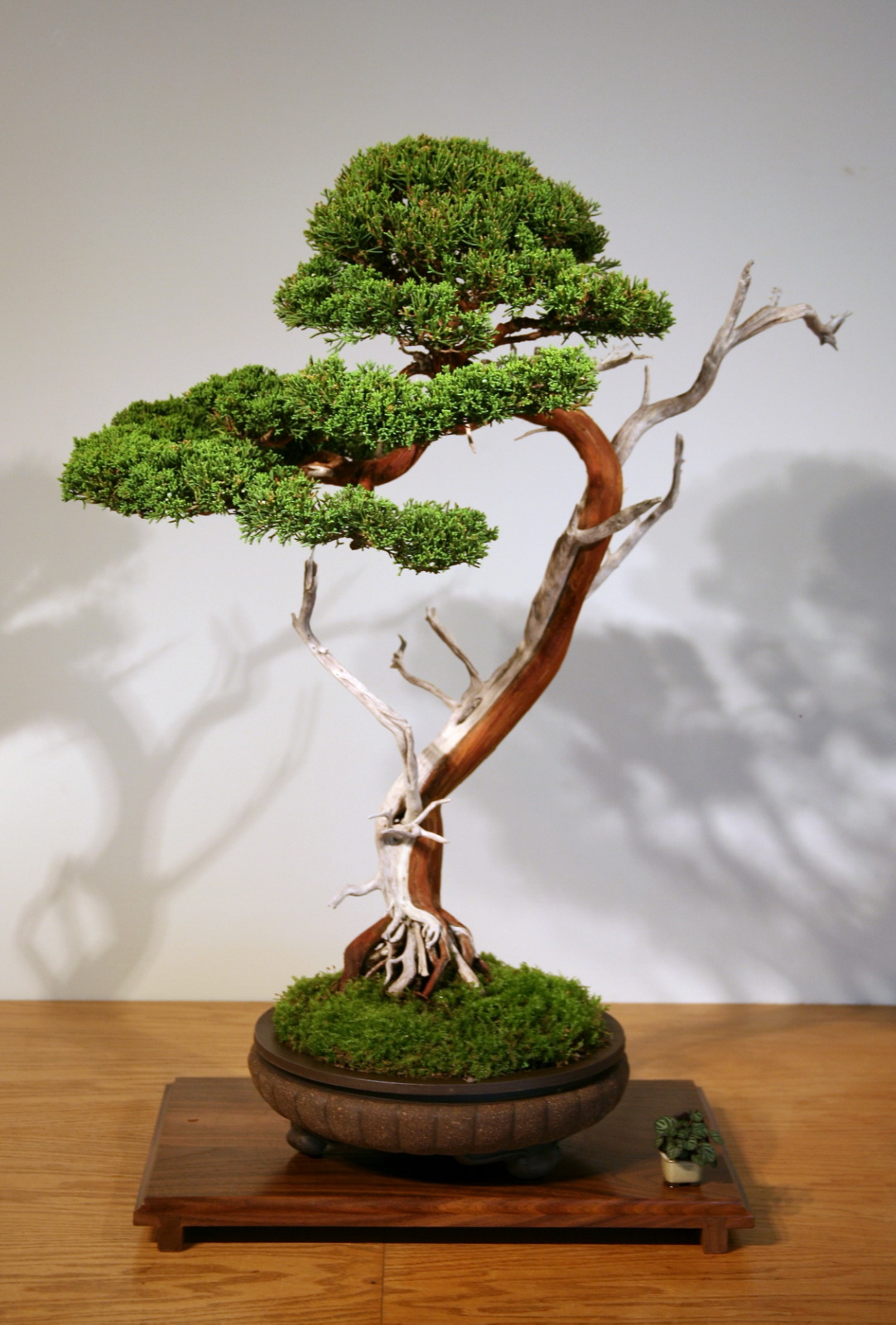
Chinese jeneverbes in de bunjin-gi-stijl gecombineerd met de tanuki-stijl

Tanuki (狸) is een bonsaistijl waarbij een levende bonsaiboom is gecombineerd met een fraai gevormd stuk dood hout. Vaak heeft deze de vorm van een afgestorven boomstam of stronk. Eventueel is in het dode hout een kerf gemaakt, waarin de levende boom is vastgemaakt. Na verloop van tijd zal deze zodanig met het dode hout vergroeien dat het één boom lijkt. Het is een techniek die aanzienlijk minder tijd vergt dan sharimiki. De tanuki-stijl wordt in de Japanse traditie echter weinig gewaardeerd en niet tentoongesteld in de formele Japanse tentoonstellingen. Hieraan dankt de stijl dan ook zijn naam tanuki, wat wasbeerhond betekent; in Japan een weinig complimenteuze bijnaam.

### Formaatklassen

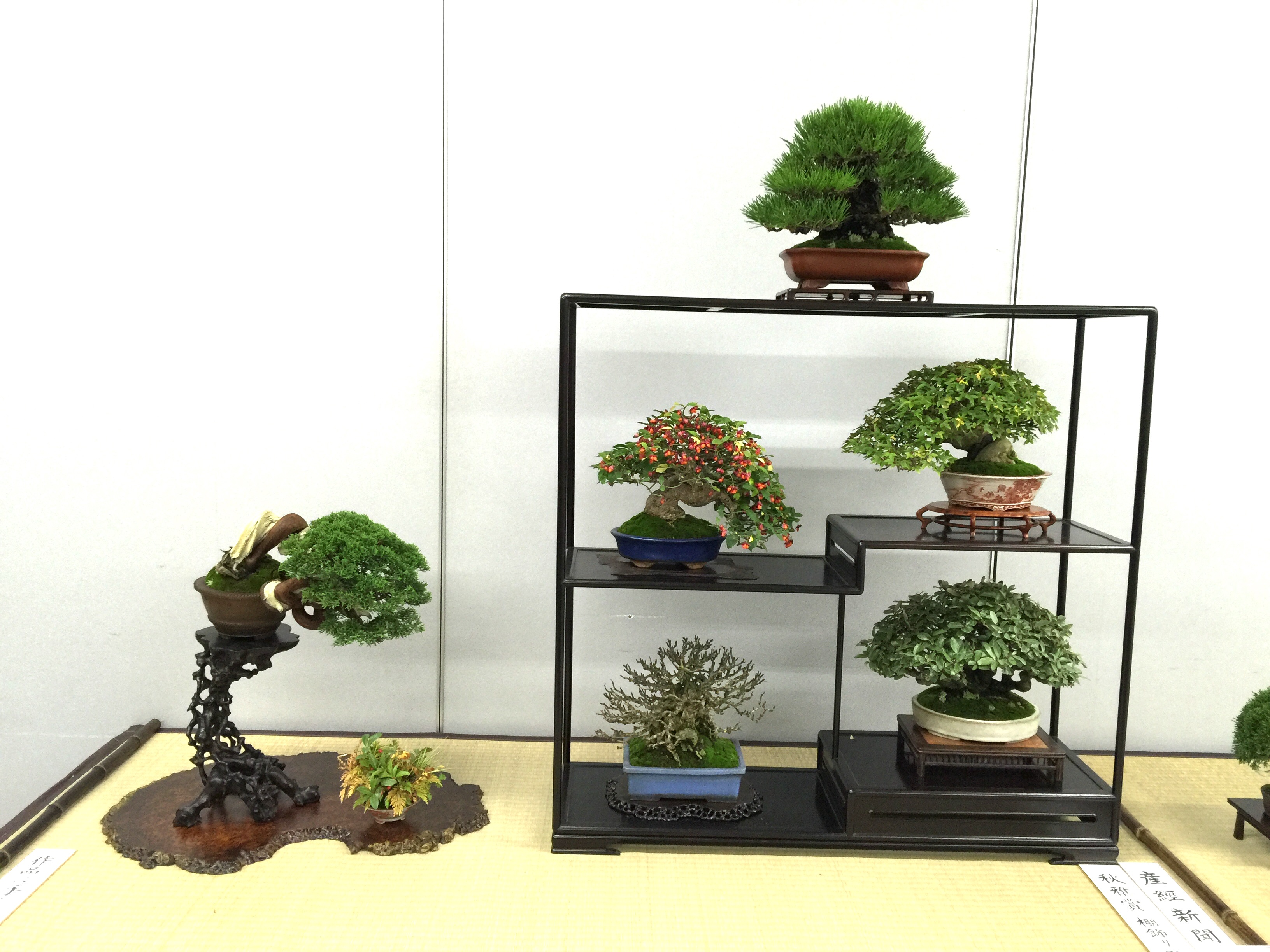
Shohin-bonsais tentoongesteld op de Gafu-ten 2015

Bij Japanse tentoonstellingen en in catalogussen wordt dikwijls een indicatie van de grootte en het gewicht van een bonsai gegeven. Dit gebeurt met behulp van een systeem van formaatklassen, die slaan op de hoogte en het gewicht van de bonsai en bijbehorende pot.
Bij de grootste formaatklassen staat het gewicht aangeduid in het aantal handen dat nodig is om de bonsai te verplaatsen. 'Twee handen' geeft bijvoorbeeld aan dat een bonsai met pot door één persoon kan worden verplaatst, terwijl een bonsai in de klasse hachi-uye wordt verplaatst door 'zes handen', oftewel drie personen.
De grootste formaatklasse vereist 'acht handen'. Deze klasse wordt ook wel 'Keizerlijke bonsai' genoemd, naar de enorme bonsais die keizer Meiji in zijn tuinen rond Kokyo liet plaatsen. Bij de kleinste drie formaatklassen, mame, shito en keshitsubo, heeft de bonsai een zeer klein aantal takken en bladeren. Voor de cultivatie van deze miniatuurbonsais bestaan specifieke technieken en stijlen.
|                     | Klasse             | Gewicht          | Hoogte     |
| ------------------- | ------------------ | ---------------- | ---------- |
| Grote bonsais       | Keizerlijke bonsai | Acht handen      | 152–203 cm |
| Grote bonsais       | Hachi-uye          | Zes handen       | 102–152 cm |
| Grote bonsais       | Dai of Omono       | Vier handen      | 76–122 cm  |
| Middelgrote bonsais | Chiu of Chumono    | Twee handen      | 41–91 cm   |
| Middelgrote bonsais | Katade-mochi       | Eén hand         | 25–46 cm   |
| Miniatuurbonsais    | Komono             | Eén hand         | 15–25 cm   |
| Miniatuurbonsais    | Shohin             | Eén hand         | 13–20 cm   |
| Miniatuurbonsais    | Mame               | Palmformaat      | 5–15 cm    |
| Miniatuurbonsais    | Shito              | Vingertopformaat | 5–10 cm    |
| Miniatuurbonsais    | Keshitsubo         | Maanzaadformaat  | 3–8 cm     |

## Kweektechnieken

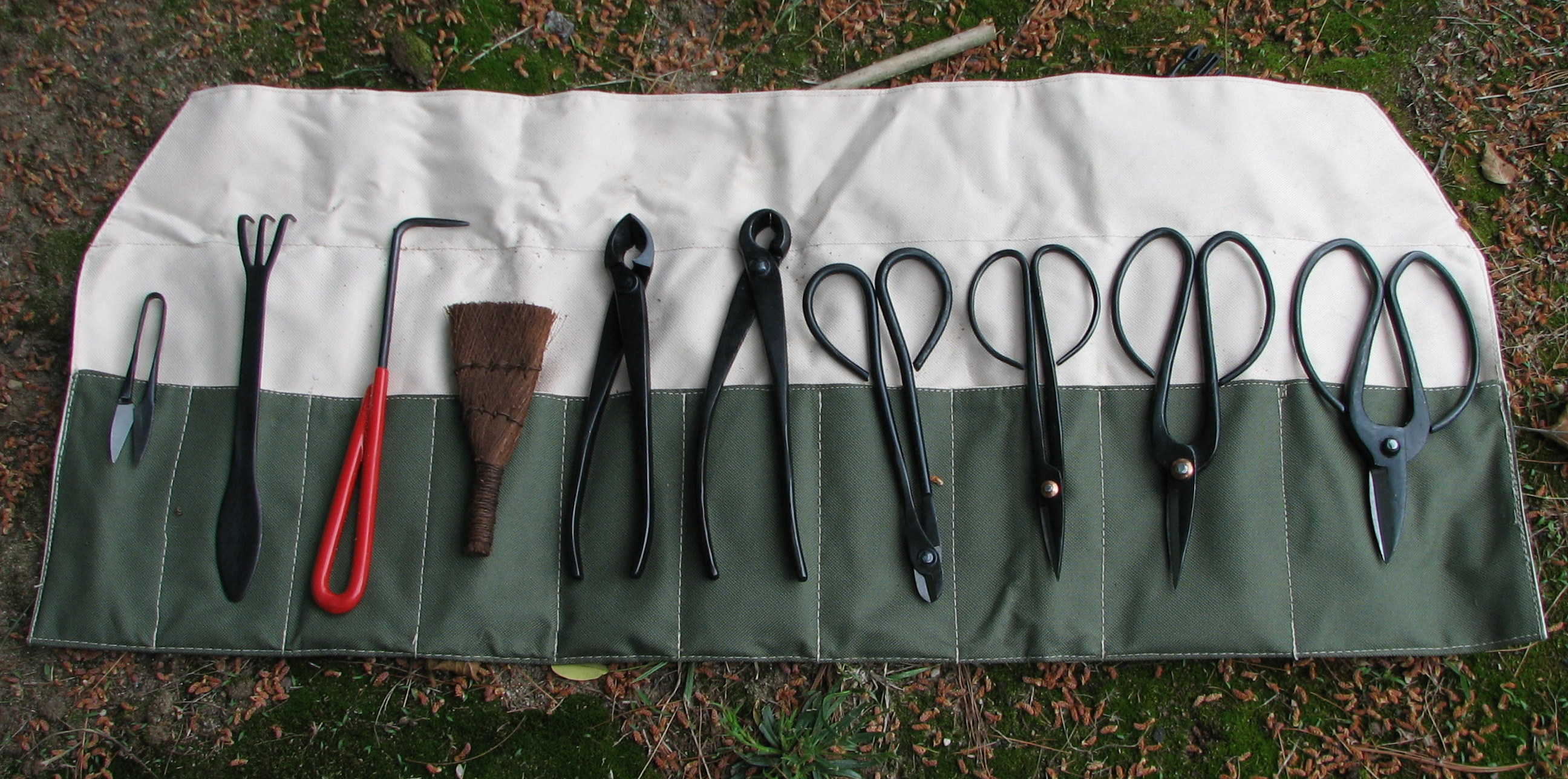
Bonsaigereedschap; van links naar rechts: bladtrimmer, hark met spatel, wortelhaak, borstel van kokosvezels, holle tang, knoptang, draadtang, kleine, middelgrote en grote schaar

Het cultiveren en onderhouden van bonsai is een specialistische tak in de plantenteelt, waarbij de kweker specifieke technieken en gereedschappen gebruikt. Ook bij tuinbouwgenres als topiary en niwaki worden bomen op artistieke wijze vormgegeven, maar dankzij het kleine formaat heeft de bonsaikweker meer controle op de vormgeving en kan hij gedetailleerder werken.
De vormgevingsfase van een bonsai wordt ook wel de trainingsfase genoemd. In deze fase wordt de bonsai zodanig bewerkt dat hij ondanks zijn geringe hoogte de indruk zal wekken van een volgroeide, statige boom. Het opkweken vanuit zaad kost erg veel tijd en wordt daarom weinig toegepast. Meestal wordt een gedeeltelijk of geheel volgroeide plant gebruikt of een stek zonder littekens, verkregen door het stekken of afleggen van een geschikte boom of struik.

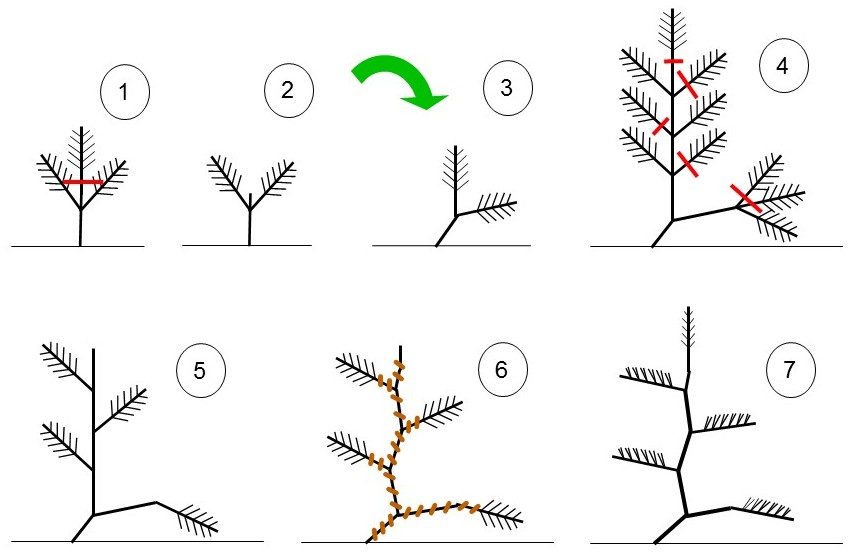
Schematische weergaven van het vormgeven van een den in de moyogi-stijl: 1 en 2: snoei van de centrale loot; 3: de jonge boom wordt in een schuine stand geplant; 4 en 5: na enkele jaren worden ongewenste zijtakken gesnoeid; 6: met behulp van metaaldraad wordt de boom in de gewenste vorm gewikkeld; 7: na enkele jaren worden de naalden aan de onderzijde van de takken gesnoeid en heeft de bonsai zijn beoogde vorm gekregen.

Bij de vormgeving is een aantal traditionele esthetische normen van toepassing. De kweker bepaalt van tevoren de uiteindelijke voorkant en de stijl van de boom. Sommige bonsaistijlen vereisen verwrongen takken en stam. Deze geven de plant een oud en verweerd uiterlijk, een effect dat kan worden versterkt door de bast deels kaal te strippen. Bij de vormgeving van bonsai is het van belang dat het uiteindelijke resultaat geen sporen vertoont van de gebruikte technieken, zoals snoeilittekens of kerven veroorzaakt door metaaldraad.
Wanneer een bonsai zijn beoogde uiterlijk heeft gekregen is de trainingsfase afgerond en wordt hij in een sierpot geplaatst. De boom zal echter zijn vorm verliezen als hij niet periodiek wordt bijgehouden. Net als alle bomen in gematigde naald- en loofbossen verandert een bonsai gedurende het verloop van de seizoenen. Vanaf de lente maakt hij onder invloed van zonlicht nieuw weefsel aan, waardoor het wortelstelsel en de bladerkroon zich uitbreiden. Veel technieken uit de trainingsfase moeten daarom regelmatig opnieuw worden toegepast. Bij een juiste verzorging neemt de schoonheid van een bonsai met de jaren toe. Voorgevormde bonsais hebben daarom meestal een leeftijd van zo'n tien jaar.

### Snoeien

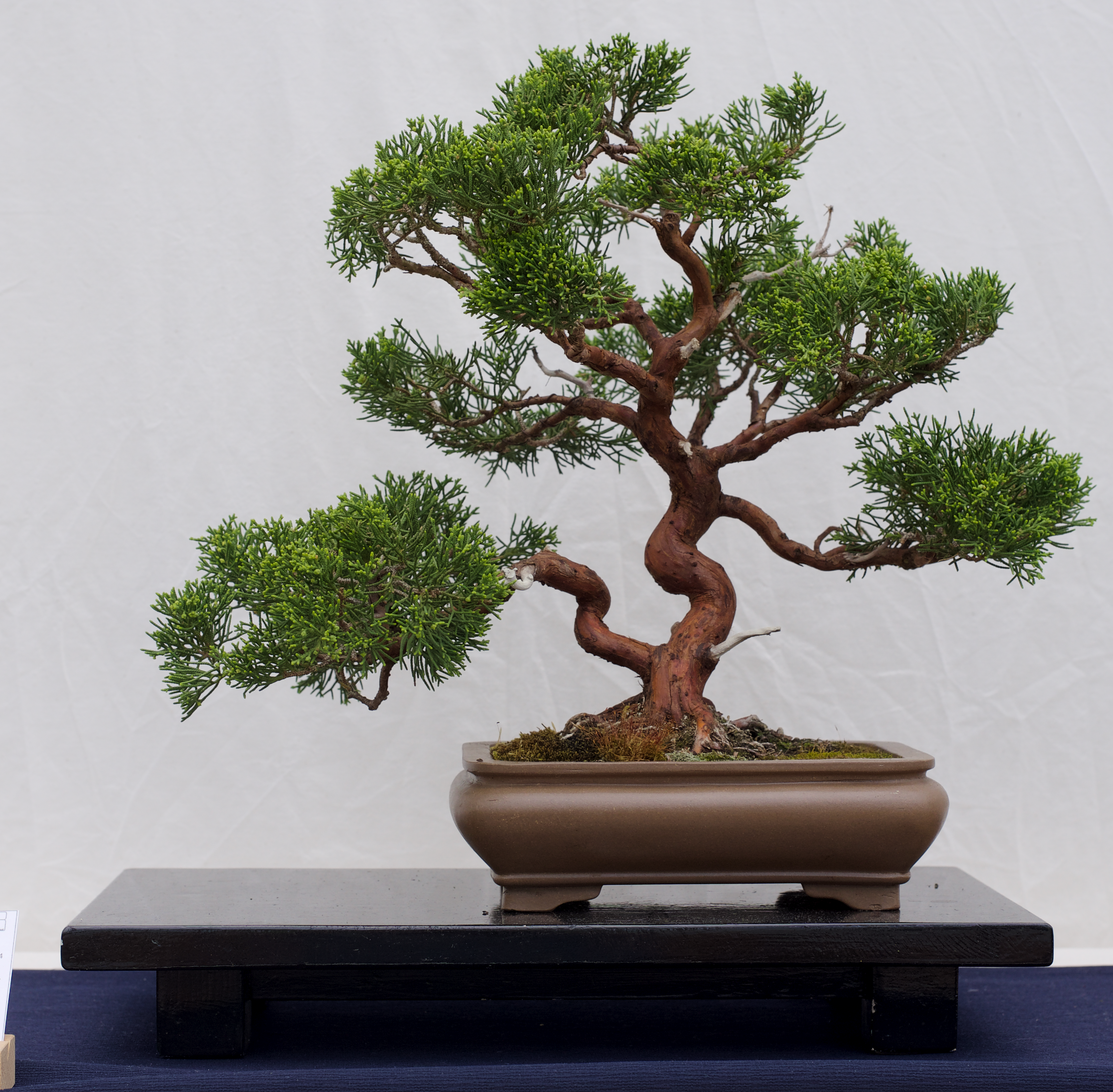
Bij deze Chinese jeneverbes in de moyogi-stijl zijn de naalden zodanig gesnoeid dat er groepjes aan de bovenzijde van de takken overblijven.

Snoeien is de meest gebruikte techniek bij zowel de ontwikkeling als het onderhoud van een bonsai. Na het snoeien mogen er hoogstens ondiepe wonden zichtbaar blijven. Wanneer een litteken op de juiste manier is behandeld, zal er nieuwe bast over de plek groeien zonder zichtbare sporen achter te laten.
Ingrijpend snoeien is essentieel voor de vormgeving. Dankzij het snoeien van de stam, de takken en de wortels verkrijgt een bonsai zijn kleine formaat met de juiste verhoudingen. Door het bovenste gedeelte van de stam te verwijderen krijgt de boom een naar verhouding dikkere stam en een compacter uiterlijk. Naargelang de wensen van de kweker worden takken ingekort of geheel verwijderd. Ook na de trainingsfase blijft snoeien van belang, wil de bonsai zijn vorm niet verliezen.
Bij diverse bonsaistijlen dienen de takken van de boom goed zichtbaar te blijven onder clusters van bladeren of naalden. Om dit te bereiken worden bladeren, naalden of knoppen die aan de onderzijde van de takken groeien weggesnoeid. Bij veel naaldbomen groeien de naalden verspreid over de gehele tak, zodat ze tot aan de stam moeten worden verwijderd.
Bladsnoei kan bij een aantal boomsoorten ook worden gebruikt om kleinere bladeren te kweken. De bladeren worden voorbij de bladsteel afgeknipt. De knoppen in de bladoksels ontwikkelen zich tot nieuwe loten, die meestal kleinere bladeren voortbrengen. Deze methode wordt veel toegepast bij esdoorns (Acer) en wilgen (Salix).

### Metaaldraad en klemmen

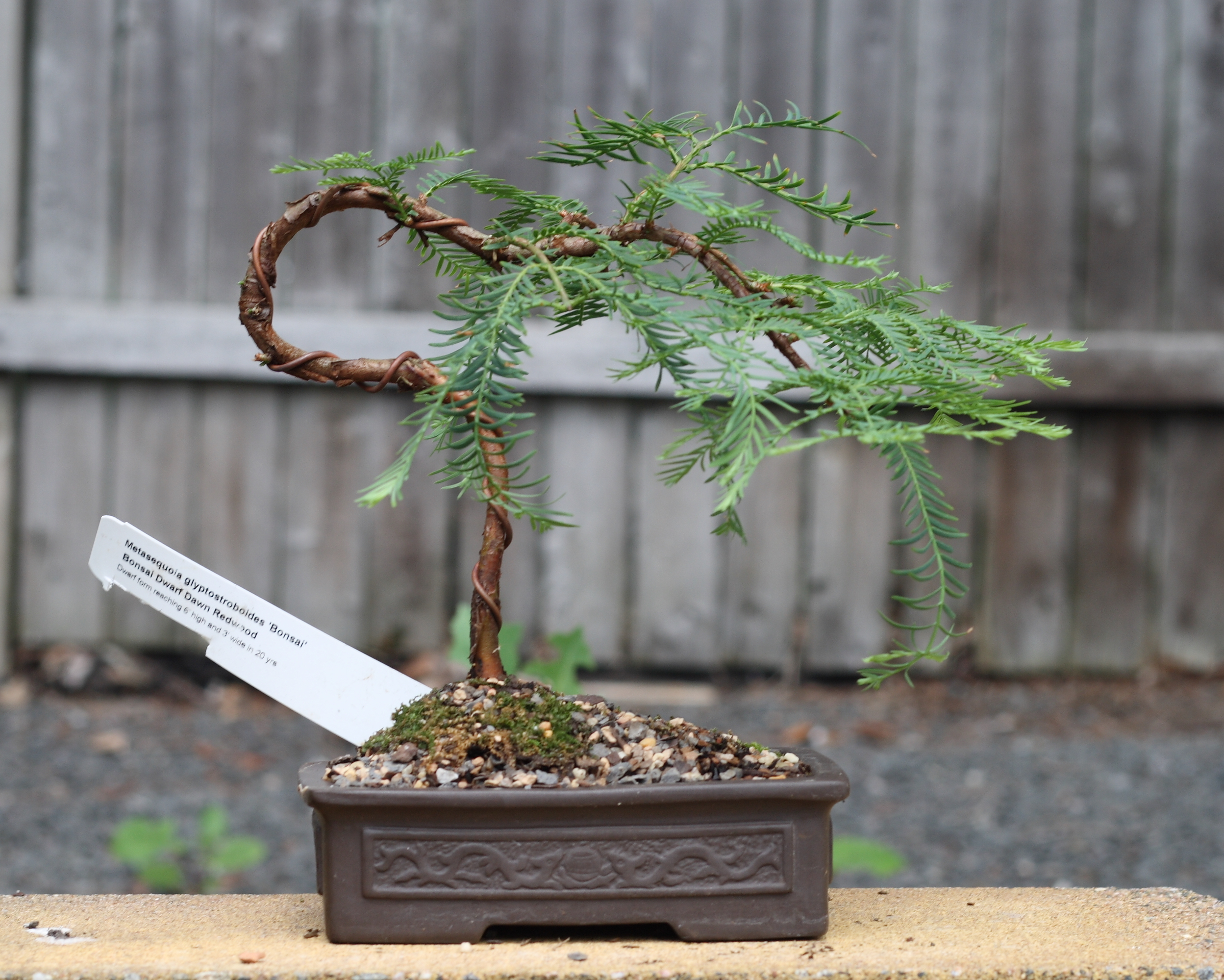
Een watercipres (Metasequoia glyptostroboides) wordt met behulp van metaaldraad vormgegeven

Draad gemaakt van koper of aluminium gebruikt men om een bonsai in de gewenste vorm te laten groeien en kleine takken en bladeren in de juiste richting te dwingen. Deze methode is ongeschikt voor plantensoorten met broze of stijve takken of soorten die onvoldoende lignine aanmaken; de stof die de plantendelen doet verhouten.
Het draad wordt om jonge takken of scheuten gewikkeld, zodat deze in de juiste vorm kunnen verhouten. De tijd die hiervoor nodig is hangt af van het type plant. Bij de meeste loofbomen is dit zes tot negen maanden, maar bij naaldbomen kan dit enkele jaren duren.
Een alternatieve methode voor het vormen van stam en takken is het gebruik van klemmen. Deze kunnen een grotere kracht uitoefenen dan metaaldraad. Klemmen past men daarom vooral toe bij grotere bonsais of bij soorten met onbuigzamer hout. Om schade aan de boom te voorkomen, worden de klemmen over een lange periode stukje bij beetje aangedraaid, een proces dat soms jaren duurt.

### Enting
Het enten van plantendelen wordt bij de bonsaikweek voor twee doeleinden gebruikt. Voor de vormgeving ent de kweker knoppen, takken of wortels op een voor dit doel behandeld gebied onder de schors van de boom. Sommige boomsoorten kunnen niet op hun eigen wortelstelsel als bonsai gedijen, waaronder de veel toegepaste Japanse esdoorn (Acer palmatum) en Japanse zwarte den (Pinus thunbergii). Zij worden daarom geënt op het wortelstelsel van een taaiere soort.

### Simulatie van dood hout

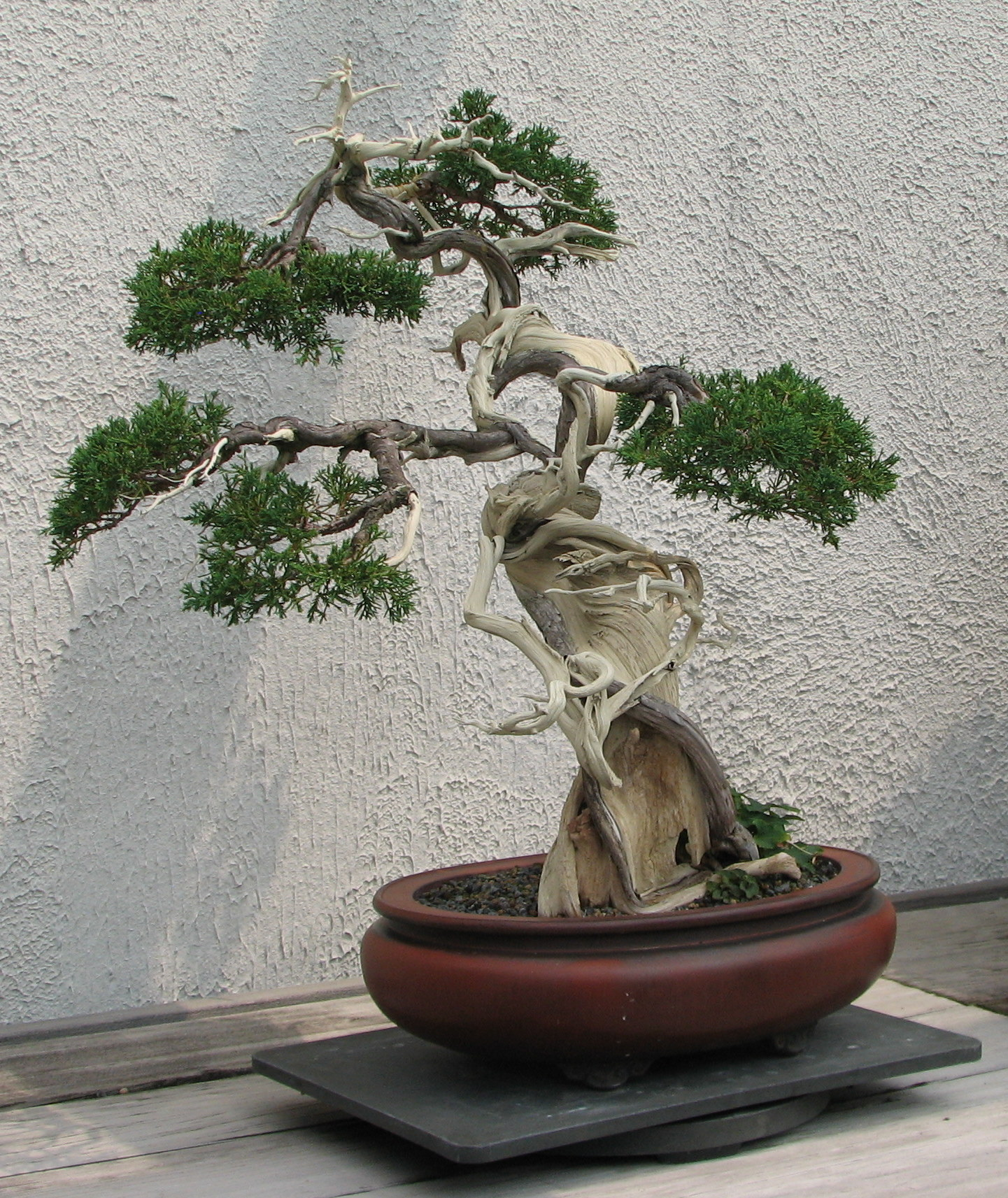
Deze Chinese jeneverbes heeft een vrijwel kale stam (shari) en enkele ontschorste takken (jin).

Door een bonsai te ontdoen van zijn schors, wordt de indruk van dood hout gewekt. Daardoor lijkt hij ouder en ziet eruit alsof hij beproevingen heeft doorstaan zoals ziekte, storm of blikseminslag. Het idee hierachter is dat de bonsai zo respect afdwingt bij de toeschouwer.
Veel toegepaste technieken zijn jin en shari. Bij jin is de schors van een tak geheel verwijderd, zodat deze afgestorven lijkt. Shari is een techniek waarbij schors gedeeltelijk van de stam wordt getrokken. Zo wordt de indruk gewekt dat de boom is getroffen door de bliksem of beschadigd is tijdens een hevige storm.
Soms is het blootgelegde hout verder behandeld. Zo kan de oppervlakte zijn opgeruwd of ingekerfd. Chemicaliën als kalkzwavel past men toe om het hout te bleken en tegelijk duurzamer te maken.

## Esthetica
De canon van bonsaistijlen is een soepele richtlijn bij het vormgeven. Naast de canon bestaat echter ook een schoonheidsleer voor de bonsai. Deze verzameling van esthetische normen en richtlijnen biedt minder speelruimte voor de kweker. Naleving ervan zorgt er tevens voor dat een bonsai makkelijk als zodanig is te herkennen en dat niet bijvoorbeeld een penjing kan worden aangezien voor een bonsai. Veel miniatuurpotbomen die oosters aandoen worden verkocht als bonsais. Het zijn meestal tropische bomen of struiken die als kamerplant kunnen dienen en weinig verzorging nodig hebben. Bomen die niet of nauwelijks aan de Japanse schoonheidsleer voldoen zijn echter geen bonsais in de traditionele betekenis.
De bonsaischoonheidsleer heeft zich gedurende de geschiedenis van de bonsai ontwikkeld. Zo resulteerde de invloed van het zen-boeddhisme in een soberder uitstraling dan die van een Chinese penjing. Deze trend ontwikkelde zich verder onder invloed van wabi sabi, dat ook zijn wortels heeft in het boeddhisme. Deze wereldbeschouwing houdt niet alleen het streven in naar spaarzaamheid en eenvoud, maar ook de waardering van de schoonheid van imperfectie en vergankelijkheid. In het uiterlijk van een bonsai uit zich dit onder andere in knoestige en holle stammen, kronkelende en kale takken en dood hout.

### Proporties

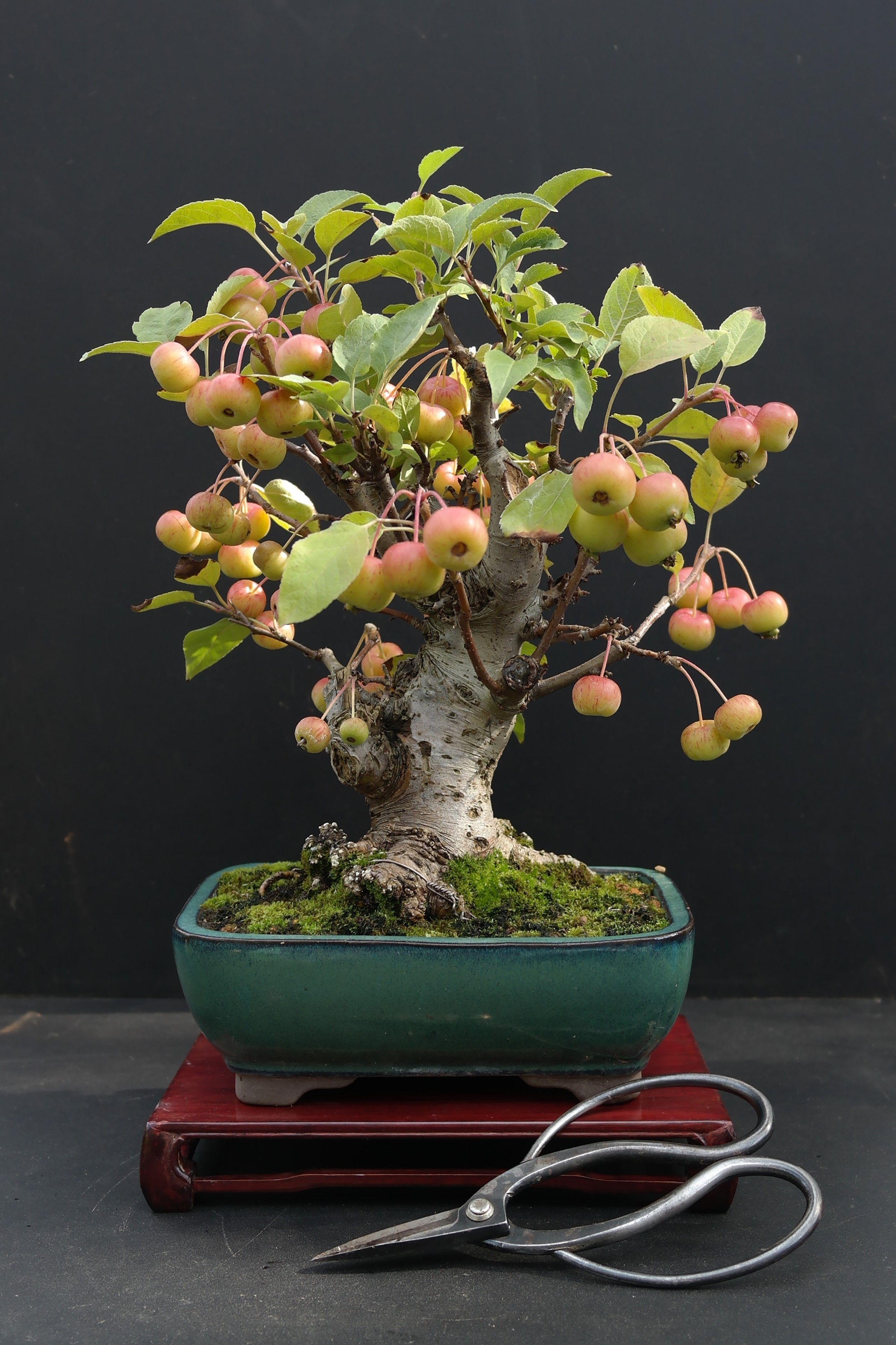
Deze appelboom heeft dankzij het kleine formaat buitenproportionele vruchten.

Het voornaamste doel van de bonsaischoonheidsleer is het kweken van een goed geproportioneerde en ogenschijnlijk volgroeide boom, die klein genoeg is om in een pot te houden. De stam, takken, bladeren, bovengrondse wortelpartij en bodembedekking dienen een harmonisch geheel te vormen met de pot waarin de bonsai is geplant.
Veel bonsaistijlen zijn gebaseerd op natuurlijke groeivormen, maar toch zijn er verschillen. Een bonsai kan nooit een exacte weergave van een volgroeide boom zijn. Hij is vaak zodanig gemanipuleerd, dat leeftijdskenmerken en soortspecifieke eigenschappen sterk zijn overdreven. Ook heeft een bonsai een door de kweker bepaalde 'voorkant', de zijde die naar de toeschouwer staat gericht. Aan de achterzijde heeft een bonsai vrijwel hetzelfde silhouet, maar de stam en takken kunnen er vreemd en rommelig aandoen.
De stam, takken en bladeren of naalden moeten tezamen de bonsai het uiterlijk geven van een boom van normaal formaat. Te grote bladeren werken bevreemdend en zijn in de bonsaitraditie ongewenst, net als bijvoorbeeld een dunne stam met dikke takken. Uitzonderingen op deze norm zijn de vruchten en bloeiwijzen die een bonsai jaarlijks draagt.

### Optische balans
Een bonsai moet optisch in balans zijn, vergelijkbaar met de compositie van een schilderij. Dit bereikt men onder andere door manipulatie van de stam, takken, bladerdek en wortels. Ook de lege ruimtes tussen takken en bladergroepen dienen in de juiste verhouding te staan ten opzichte van de rest van de boom. Manieren om dit te bereiken zijn onder andere bladsnoei en het kweken van kronkelende takken. Takken die naar beneden wijzen of takken die zichtbaar de bast of andere takken kruisen worden ook verwijderd. De achtergrond van een bonsai is door deze lege ruimtes meestal goed te zien, ook wanneer de bonsai in blad staat.
Bonsais kunnen een statische of een dynamische balans hebben. Een bonsai met een statische balans heeft symmetrische vormen, wat resulteert in een stabiele, rustige indruk. Dit is kenmerkend voor de chokkan-stijl. De meeste bonsaistijlen hebben echter een dynamische balans. Typische kenmerken zijn asymmetrie en groeivormen die instabiliteit of beweging suggereren, zoals bij de kengai-stijl en de fukinagashi-stijl.

### Asymmetrie
De bonsaischoonheidsleer ontmoedigt symmetrische vormen in de positie van takken en wortels, zowel radiaal als bilateraal. Asymmetrie zorgt er niet alleen voor dat een bonsai natuurlijk aandoet, maar beantwoordt ook aan de principes van wabi sabi.
Bij een ovale of rechthoekige pot wordt de bonsai meestal ver uit het midden geplaatst. Gewoonlijk hebben de achterzijde en zijkanten van een bonsai meer takken dan de voorzijde, waardoor radiale symmetrie wordt doorbroken. Bilaterale symmetrie voorkomt men door in het geval van tegenoverliggende takken er een te verwijderen. Bij takken van dezelfde lengte zorgt men voor een asymmetrische indruk door een van de takken in te korten.
Bij meerstammige stijlen zijn de afzonderlijke stammen zodanig gegroepeerd dat ze asymmetrisch staan en bovendien niet in een rechte lijn.

### Geen sporen van de kunstenaar

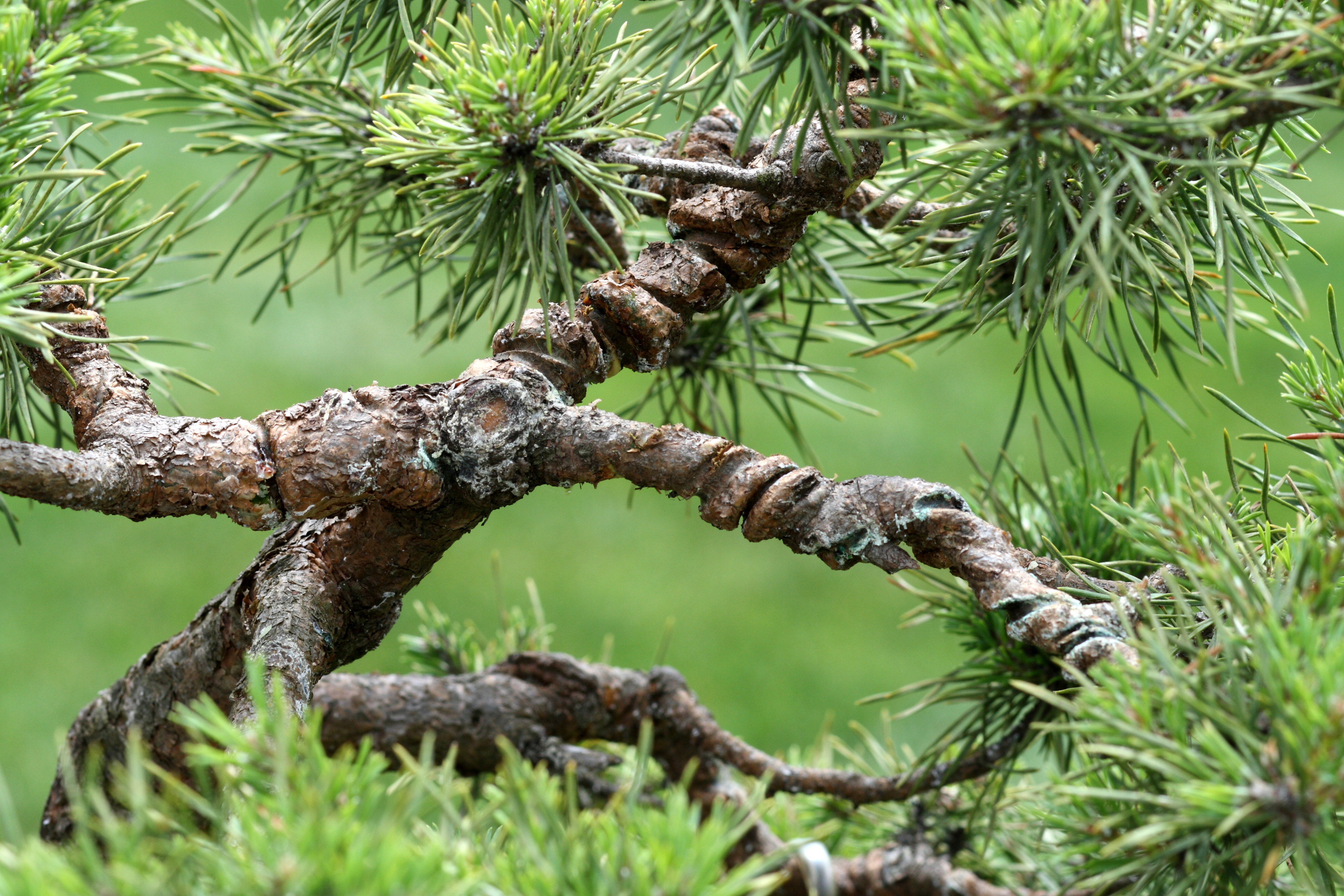
Ongewenste sporen van metaaldraad in een dennenbonsai

Een bonsai mag geen sporen tonen van de toegepaste kweektechnieken. Een gesnoeide tak mag bijvoorbeeld geen zichtbaar litteken hebben, zeker niet aan de voorzijde van de bonsai. Pas nadat het litteken geheel is bedekt met bast of schors wordt een bonsai tentoongesteld. Een afgebroken tak kan echter juist een meerwaarde hebben doordat het de indruk kan wekken dat de boom door rukwinden of blikseminslag is getroffen. Ingegroeide metaaldraad mag ook niet zichtbaar zijn, net zoals gemaakte afdrukken of vergroeiingen in het hout.

## Opstelling
De voornaamste doelen van bonsai zijn de voldoening van vindingrijkheid en inspanning voor de kweker en contemplatie voor de toeschouwer. Een correct gekweekte bonsai kan vanaf verschillende gezichtspunten worden bewonderd. Wel heeft een bonsai, net als veel beeldhouwwerken, een door de kunstenaar bepaalde voor- en achterkant.

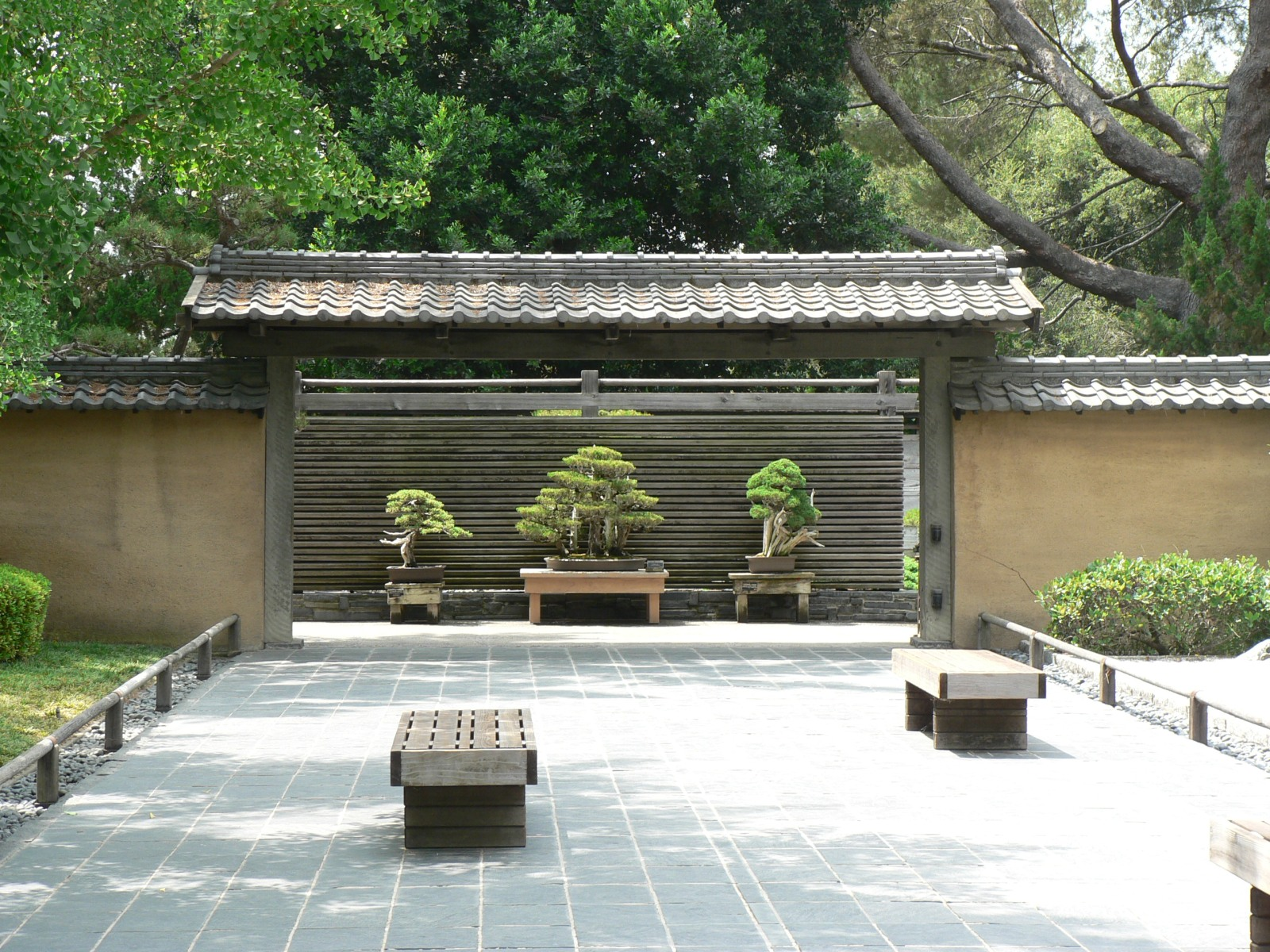
Bonsais in de Japanse tuin van The Huntington, San Marino (Californië)

Bij een opstelling staan een of meer bonsais gewoonlijk met de voorkant richting de toeschouwer. Door een welgekozen combinatie van de hoogte van de opstelling en de afstand tot het kijkpunt dient de bonsai de indruk te geven van een volwassen boom die ver weg staat. Een bonsai die op enige afstand van een bank is geplaatst, kan relatief laag worden opgesteld. In een tentoonstelling staan bonsais meestal hoger, omdat de toeschouwer gewoonlijk dichter op de bonsai staat. Volgens schrijver Peter Adams moet een bonsaiopstelling aan de volgende criteria voldoen:

... op de juiste hoogte, vrijstaand, tegen een egale achtergrond die niet ontsierd wordt door overbodige zaken als etiketten en banale, kleine accessoires.
"... at the right height; in isolation; against a plain background, devoid of all redundancies such as labels and vulgar little accessories."
— Peter D. Adams, The Art of Bonsai

Een traditionele bonsai staat vrijwel het hele jaar buiten. De boom is daar onderhevig aan allerlei invloeden, zoals zonlicht, wind en neerslag, waartegen beschutting vaak wenselijk is. De opstelling buiten is daarom vooral praktisch en meestal sober ingericht. Binnenshuis staat een bonsai gewoonlijk in een tokonoma. De meeste boomsoorten uit gematigde streken zijn slecht bestand tegen een lang verblijf binnenshuis en worden al na enkele dagen weer in de buitenopstelling geplaatst.

### Potten

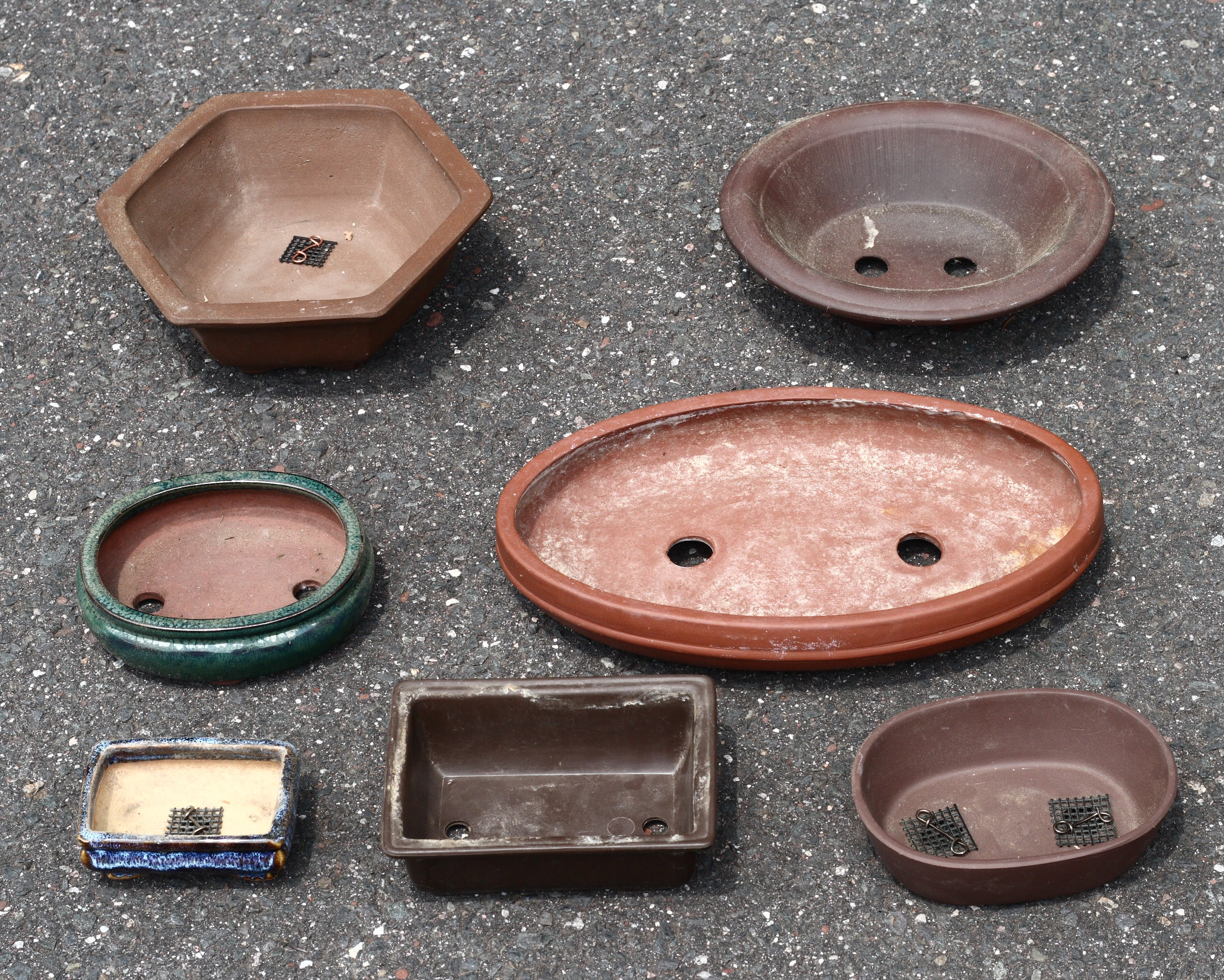
Verschillende bonsaipotten

De onderzijde van de bonsaipot bevat gaten voor afwatering, die zijn bedekt met fijnmazig gaas. Zo blijft de aarde in de pot en kan er via de onderzijde geen ongedierte naar binnen klimmen. Meestal is de pot voorzien van voetjes, zodat ventilatie onder de pot mogelijk is. De zijden staan bij voorkeur recht omhoog of schuin naar buiten. Zo kan de kweker de bonsai er eenvoudig uittillen wanneer hij aan de wortels wil werken.
Tijdens de trainingsfase bestaan er geen esthetische richtlijnen voor de pot. Er zijn verschillende formaten, materialen en vormen mogelijk. Meerdere bonsaibomen kunnen worden gehuisvest in een grote bak. Die kunnen veel potgrond per boom bevatten, zodat de wortels ongehinderd kunnen groeien. Tegen het einde van de trainingsfase staat de bonsai alleen in een pot. Die bevat meestal minder potgrond, zodat het wortelstelsel zich kan aanpassen aan zijn uiteindelijke vorm.
Wanneer een bonsai gereed is, wordt hij in een sierpot geplaatst, meestal gemaakt van aardewerk. De pot fungeert als een omlijsting van de bonsai, net als een lijst bij een schilderij. Het formaat van de pot wordt op die van de bonsai afgestemd. Doorgaans komt de maximale lengtedoorsnede overeen met twee derde van de planthoogte. De hoogte van de pot is meestal ongeveer gelijk aan de doorsnede van de stamvoet.
Ook de vorm en kleur van de pot zijn afgestemd op het uiterlijk van de boom. Bonsais die vruchten of bloemen dragen worden meestal in een harmoniërend gekleurde pot geplaatst. Voor de meeste stijlen gebruikt men echter een onopvallende pot. Formeel vormgegeven bonsais, zoals die in de chokkan-stijl, staan meestal in een rechthoekige pot met rechte zijden en scherpe hoeken. Ovale of ronde potten worden daarentegen gebruikt voor de meer informele stijlen. Voor coniferen is een ongeglazuurde pot gebruikelijk, terwijl loofbomen meestal in geglazuurde potten worden tentoongesteld.

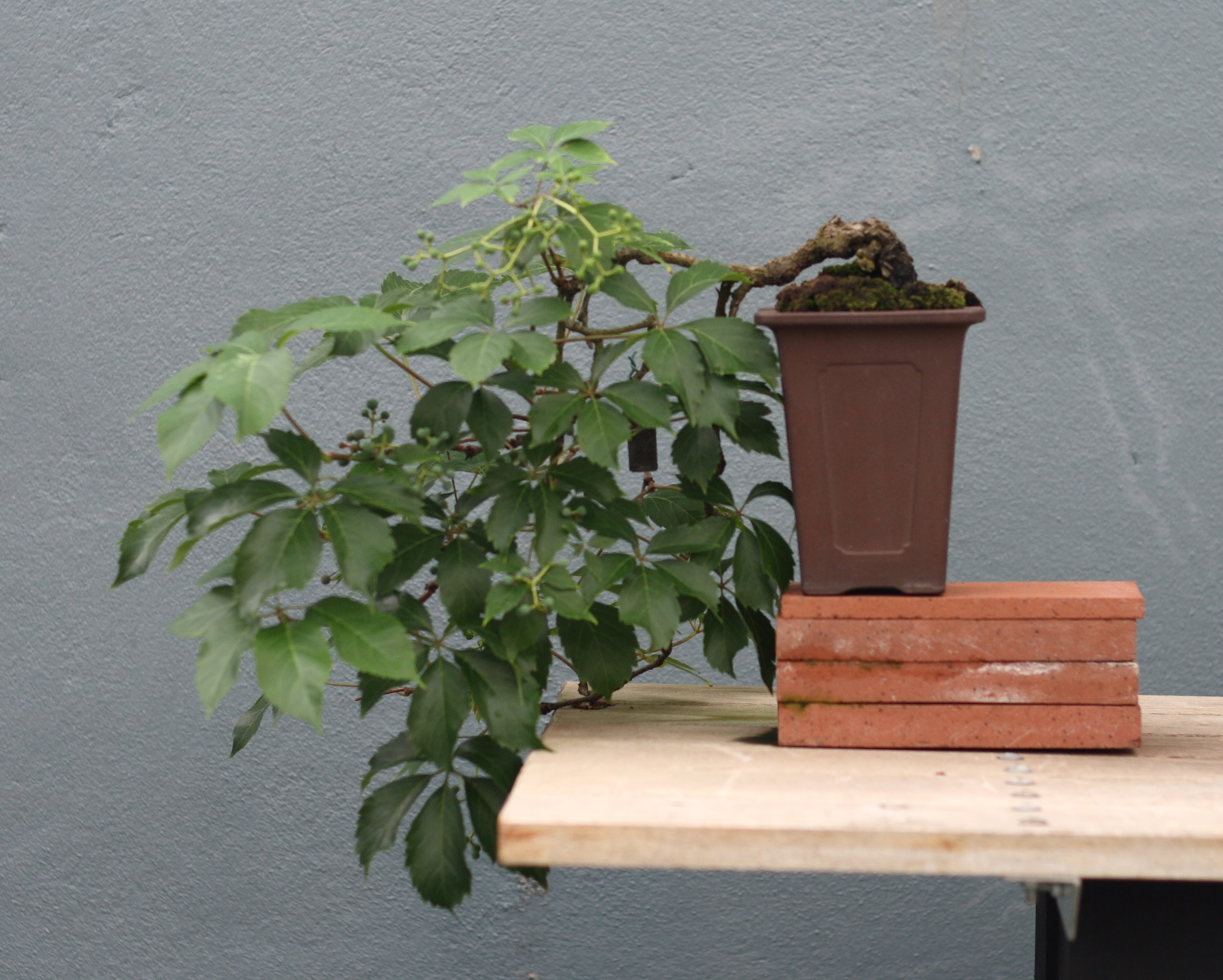
Een kengai-bonsai van een vijfbladige wingerd (Parthenocissus quinquefolia) in een extra hoge pot

Voor specifieke stijlen gebruikt men soms een alternatieve pot. Bonsais in de kengai- en han kengai-stijl staan meestal in potten die de hangende vorm benadrukken. Voor een kengai-bonsai gebruikt men ook een extra hoge pot, zodat de takken vanaf grote hoogte vrij naar beneden hangen. Complex vormgegeven bonsais, zoals die in de yose ue-stijl, staan vaak op een platte bak of een vlakke steen, zodat er zo min mogelijk afleiding is (zie foto atlasceder). Hierdoor vormt de aarde meestal een vlakke heuvel. Ook een ishizuki-bonsai is vaak op een vergelijkbare ondergrond geplaatst, daar de aarde bij deze stijl zich in een rots bevindt.
De stijl van de pot hangt ook af van de plaats van herkomst en de periode waarin hij is gemaakt. Sommige antieke potten zijn zeer gewild bij bonsaikwekers en -verzamelaars, zoals die uit Tokoname in Japan of Yixing in China.

### Toontafel
In de opstelling gebruikt men vaak ook een toontafel, meestal gemaakt van een donkere houtsoort en afgewerkt met een donkere, egale laklaag. Dankzij de toontafel kan de bonsai hoger worden geplaatst, zodat hij in het middelpunt staat en je er als toeschouwer een beter beeld van krijgt. Uiterlijk en formaat van de tafel zijn afgestemd op de bonsai en zijn pot, maar zonder te veel de aandacht te trekken. Doorgaans is het blad een derde groter dan de pot.
Net als bij de pot, bepaalt de bonsaistijl het type tafel. Voor de meeste stijlen wordt een lage toontafel gebruikt met een rechthoekig blad. Kengai- en han kengai-bonsais plaatst men daarentegen meestal op hoge tafels met ronde of vierkante bladen. Voor kleine shohin-bonsais bestaan er speciale constructies waarop de exemplaren die getoond worden op verschillende hoogtes staan (zie foto shohin-bonsais).
Een algemeen principe in de schoonheidsleer van bonsai is het gebruik van asymmetrische vormen en opstellingen. Toch is de toontafel meestal symmetrisch en is de pot in het midden van de tafel geplaatst. Voor een correcte optische balans dienen de bonsai en zijn pot de juiste vorm te hebben en op de juiste plek te staan. De tafel speelt hierin geen rol en dient daarom weinig aandacht te trekken. In een traditionele tokonoma-opstelling staat de tafel nooit in het midden.

### Overige attributen

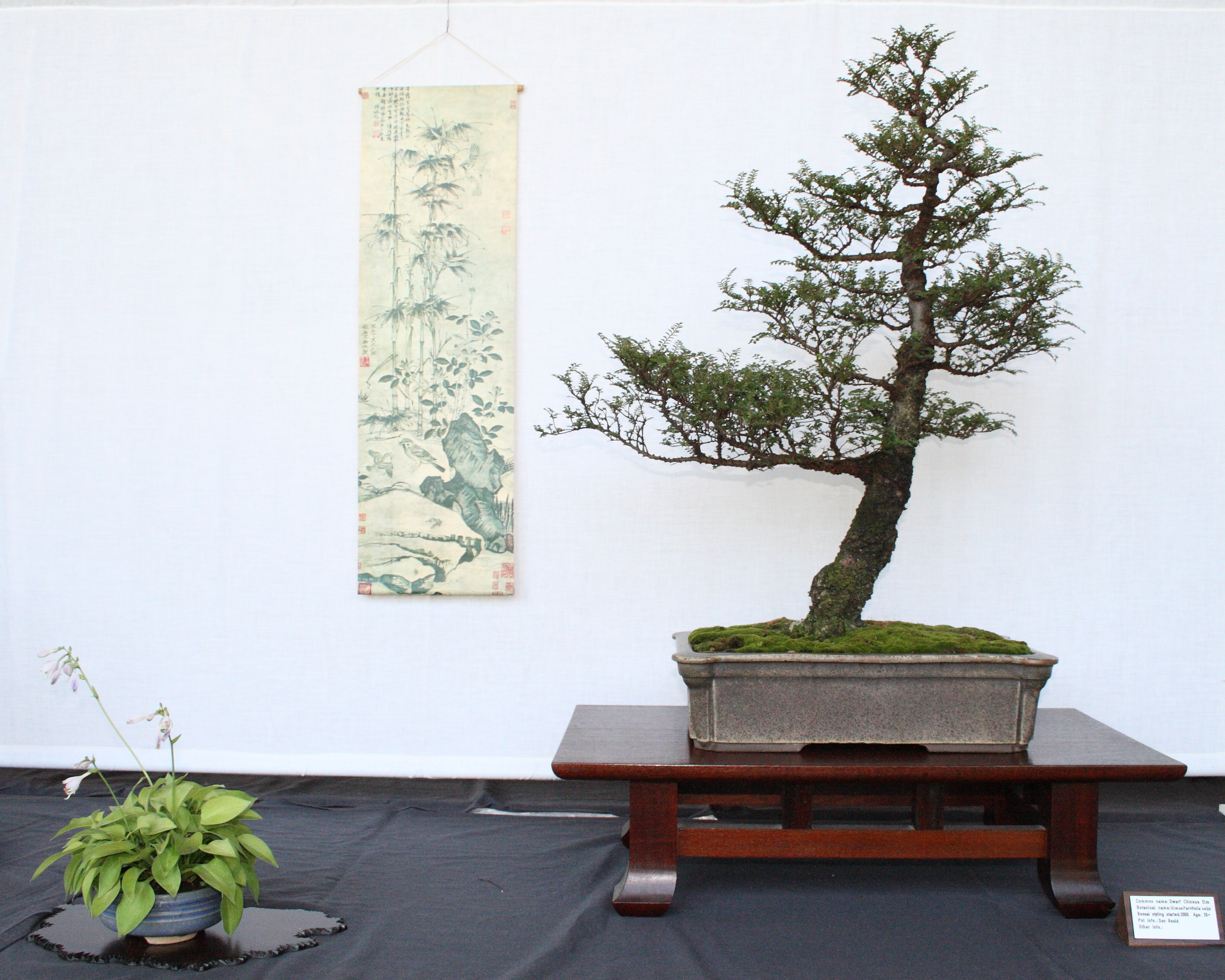
Binnenopstelling van een Chinese iep op een toontafel, met een hartlelie-shitakusa en een bamboeschildering op hangende rol

Bij een opstelling kunnen attributen worden gebruikt, die samen met de bonsai een harmonieus geheel vormen. In tegenstelling tot de pot op de toontafel staan ze asymmetrisch opgesteld. Naast of schuin voor de bonsai staat soms een shitakusa, een gezelschapsplant speciaal voor bonsaiopstellingen. Voor de shitakusa gebruikt men onder andere mos, gras, korstmos, kleine bloemen, bamboe of bolgewassen. Deze planten zijn in een kleine pot geplaatst, op een stuk drijfhout of op een steen. De grootte van de shitakusa is afgestemd op het formaat van de bonsai en, indien aanwezig, de toontafel.
Bij een binnenopstelling zijn vaak meerdere, elkaar aanvullende attributen asymmetrisch opgesteld zodat ze samen met de bonsai het beeld van een landschap oproepen, eventueel zelfs in een bepaald seizoen. Een hangende rol vertegenwoordigt de achtergrond. Naast of schuin voor de bonsai dient een kleiner object als voorgrond. Vaak is dit een shitakusa, maar ook andere objecten die in de natuurlijke setting passen zijn geschikt, zoals een suiseki.